# República d'Artsakh
|  | Aquest article fa referència a l'estat. Per a la regió vegeu Alt Karabakh i per al conflicte vegeu Conflicte de l'Alt Karabakh |

La República d'Artsakh (també anomenada República de l'Alt Karabakh o de Nagorno-Karabakh) va ser un estat separatista al sud del Caucas el territori del qual és reconegut internacionalment com a part de l'Azerbaidjan. Entre 1991 i 2023, Artsakh va controlar parts de l'antiga província autònoma de Nagorno-Karabakh, inclosa la capital Stepanakert, abans de l'ofensiva azerbaidjana de 2023. Ha estat un enclavament dins de l'Azerbaidjan. La seva única ruta d'accés terrestre a Armènia era a través del corredor de Latxín de 5 km d'ample.

## Història
El nom de Karabagh deriva del turc i el persa, que significa "Jardí Negre" de manera literal i va ser utilitzat des del segle xiii per fonts georgianes i perses per referir-se al principat armeni que molts historiadors moderns coneixen amb el nom de Regne d'Artsakh o Principat de Khatxèn.
Tant la República Democràtica de l'Azerbaidjan com la República Democràtica d'Armènia, quan van esdevenir independents el 1918 van reclamar la regió de l'Alt Karabakh, que tenia la majoria de població de parla armènia. Quan la Unió Soviètica va controlar la regió, va crear l'Óblast Autònoma de Nagorno-Karabakh (NKAO) que formava part de la República Socialista Soviètica de l'Azerbaidjan el 1923. Als últims anys de la Unió Soviètica, la regió va tornar a ser una font de conflicte entre Azerbaidjan i Armènia. El 1991 es va celebrar un referèndum a la Regió Autònoma i a la regió veïna de Sahumian a partir del qual es va fer la Declaració d'independència. Entre el 1991 i el 1994 hi va haver un conflicte entre ambdós bàndols que es va acabar amb un alto el foc bilateral que va establir les fronteres d'aquest quasi-estat.
Com a conseqüència de la guerra de l'Alt Karabakh de 2020, la república va perdre gairebé 3/4 parts del territori en favor de les forces ocupants de l'Azerbaidjan.
El 13 de setembre de 2022 es van reprendre les hostilitats en el Conflicte de l'Alt Karabakh. Amb la inacció i complicitat de les forces d'interposició russes, les forces de l'Azerbaidjan van ocupar dos terços de la República d'Artakh i van iniciar un blocatge del terç restant (a partir del desembre de 2022), tot i la condemna del Tribunal Internacional de Justícia de l'Haia (febrer de 2023). Malgrat nombrosos crits d’alarma sobre el perill imminent de genocidi (fet per relators especials de les Nacions Unides, organitzacions humanitàries i de defensa dels drets humans, juristes i estudiosos del fenomen genocidiari), la comunitat internacional no va fer res.
El 19 de setembre de 2023, l'Azerbaidjan va desencadenar l'ofensiva definitiva contra Artsakh, per tal de reprendre el control sobre aquest territori. En 24 hores van forçar la rendició incondicional (20 de setembre) del govern armeni, que va firmar la rendició dels militants armenis i la dissolució definitiva d'aquest quasi-estat l'1 de gener de 2024. No obstant això, el líder de l'autoproclamada república, Samvel Shahramanyan, va anul·lar el 22 de desembre de 2023 la dissolució de la regió per considerar que no existien documents legítims que, en el marc de la legislació del Nagorno Karabakh, preveiessin aquesta mesura.

## Govern i política

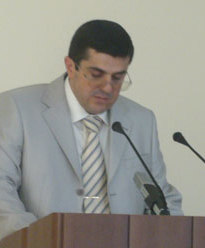
Araïk Harutiunian, president de la República d'Artsakh

La República d'Artsakh és una democràcia parlamentària. El president és el cap del poder executiu i nomena i destitueix el primer ministre del país. L'Assemblea Nacional d'Artsakh és el parlament i té una única cambra legislativa amb 33 diputats que són elegits cada 5 anys. Araïk Harutiunian és l'actual president del país.
La República d'Artsakh tenia un sistema multipartidista i l'organització americana Freedom House la situa per damunt d'Armènia i l'Azerbaidjan en termes de Drets civils. En l'actualitat hi ha tres partits polítics que tenen representació parlamentària: el Partit Demòcrata d'Artsakh (7), el Pàtria Lliure (14) i la Federació Revolucionària Armènia (6). A més a més hi ha sis diputats no adscrits a cap partit polític.

### Constitució
El president Arkadi Ghukasyan va signar un decret que va fer votar a referèndum la Constitució d'Artsakh el 3 de novembre de 2006 i que es va celebrar el 10 de desembre del mateix any. Els vots a favor de la constitució foren el 98,6%. En el seu primer article, la Constitució descriu que la República d'Artsakh és un estat sobirà, democràtic i social. Aquesta va ser avaluada per més de 100 observadors no governamentals internacionals i periodistes que van avaluar el procés democràtic molt positivament. Tot i això el referèndum va ser criticat per organitzacions intergovernamentals com la Unió Europea, la OSCE i GUAM que van declarar que no era legítim. La Unió Europea va anunciar que era conscient que s'havia produït un referèndum constitucional però va insistir que l'única solució duradora era una solució negociada entre l'Azerbaidjan i els armenis. El Secretari General del Consell d'Europa, Terry Davis va afirmar que com que el referèndum no era reconegut, no tenia conseqüències. Turquia, aliat històric de l'Azerbaidjan i estat en tensió amb Armènia, també va criticar les eleccions.

### Relacions internacionals
El Ministeri d'Afers Exteriors d'Artsakh té la seu a Stepanakert. La República d'Artsakh opera en cinc missions permanents i forma part de la Taula d'Informació de Política Social de França. Les seves missions permanents estan a Armènia, Austràlia, França, Alemanya, Rússia i els Estats Units, a més d'un per als països del Pròxim Orient amb seu a Beirut. La funció d'aquestes missions és la de presentar les posicions oficials de la República sobre diversos temes i de proporcionar informació per tal de facilitar el procés de pau.
La República d'Artsakh és membre de la Comunitat per la Democràcia i els Drets de les Nacions, organisme internacional format per països que no han estat reconeguts plenament per la comunitat internacional.
La República d'Artsakh només ha estat reconeguda per altres estats que no estan plenament reconeguts: Abkhàzia, Ossètia del Sud i Transnístria. El novembre de 2012, un membre del comitè de relacions internacionals de l'Uruguai va afirmar que el seu estat podria reconèixer la independència de la República d'Artsakh. El Parlament de Nova Gal·les del Sud (Austràlia) va demanar al govern australià que reconegués la República d'Artsakh el 2012. El mateix any, la Cambra Baixa de Rhode Island van fer una crida a Barack Obama i al Congrés dels Estats Units perquè la reconeguessin, igual que la Cambra Baixa de Massachusetts, de Maine i de Louisiana (2013). El maig de 2014 ho feu l'Assemblea Estatal de Califòrnia.

## Defensa i armes

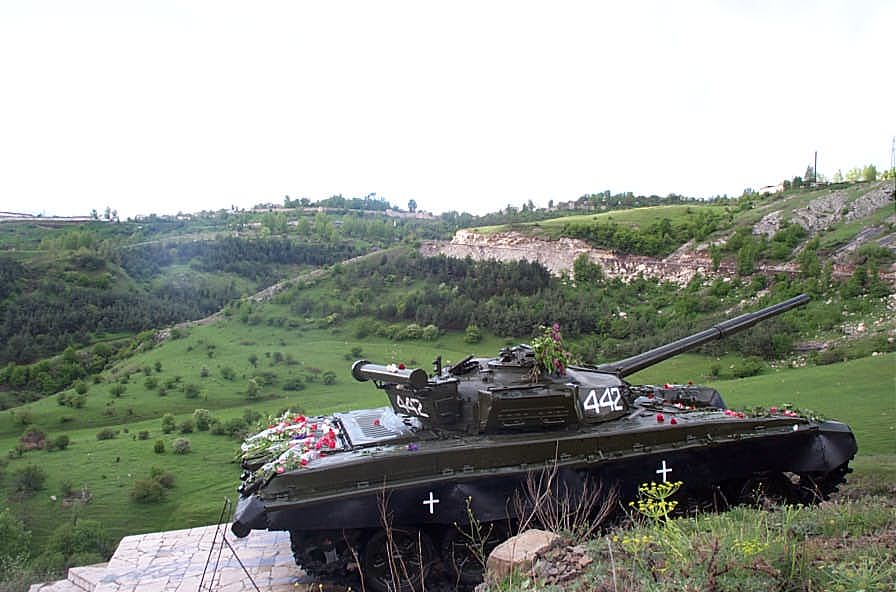
Un tanc T-72 commemora la Captura de Shusha.

Segons la Constitució de la República d'Artsakh, l'exèrcit està sota comandament civil que està en mans del govern. El 9 de maig de 1992 es va establir oficialment l'Exèrcit d'Artsakh per a defensar-se de l'Azerbaidjan, amb qui va estar en guerra fins a l'alto el foc del 12 de maig de 1994. En l'actualitat l'exèrcit té entre 18.000 i 20.000 soldats i oficials, dels quals 8.500 són d'Artsakh i uns 10.000 són d'Armènia. També té entre 177 i 316 tancs, entre 250 i 324 vehicles militars i entre 300 i 322 morters.

### Mines antipersona
Artsakh és una de les zones de l'antiga Unió Soviètica més minades. Aquestes van ser col·locades entre el 1991 i el 1994 per totes dues parts de la guerra. Les Nacions Unides i els Estats Units han xifrat que n'hi ha unes 100.000. Segons el Programa de Desenvolupament de les Nacions Unides (PNUD), 123 persones han mort i més de 300 han resultat ferides per les mines terrestres des de 1994. L'única organització que treballa en la remoció de les mines a Artsakh és l'organització britànica HALO Trust.

## Estatus, drets i conflictes

### Procés sobre l'estatus d'Artsakh

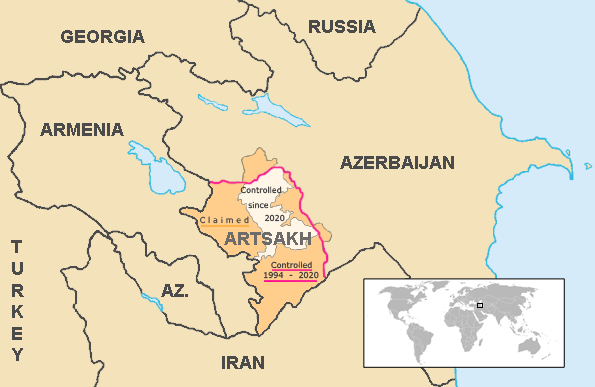
Territori controlat per la República d'Artsakh.
Reclamat per la República d'Artsakh però controlat per Azerbaidjan.

El 1991 es va celebrar un referèndum que va ser boicotat pels azerbaidjanesos. Els armenis de l'Alt Karabakh van votar a favor de la unió amb Armènia. Poblacions armènies i azerbaidjaneses van ser desplaçades dels seus respectius països. Va esclatar una guerra a gran escala que va acabar el 1994 amb un acord d'alto el foc entre Armènia, l'Azerbaidjan i l'Alt Karabakh. Malgrat el fet que l'Alt Karabakh és reconegut internacionalment com a part de l'Azerbaidjan, actualment està governat per la República de l'Artsakh, estretament vinculada a Armènia. El Grup de Minsk de l'OSCE, copresidit pels Estats Units, França i Rússia, està mediant en les negociacions entre les parts del conflicte.
Avui en dia la República d'Artsakh és un estat independent de facto que es diu República d'Alt Karabakh o República d'Artsakh. Té una relació molt acusada amb la República d'Armènia, amb qui comparteix la moneda, el dram. Segons Human Rights Watch, Armènia li va proveir armes i voluntaris des del començament de la guerra de l'Alt Karabakh, on hi va participar fins i tot amb l'exèrcit regular del país. La política d'Armènia i de la República d'Artsakh està tant relacionada que fins i tot el seu antic president, Robert Kocharyan va esdevenir el primer ministre (1997) i després arribà a ser president d'Armènia (1998-2008).
Tot i això, els governs armenis s'han resistit contínuament a les pressions internes perquè els dos estats s'unissin a causa de les pressions exteriors del Grup de Minsk de la OSCE. En Dov Lynch, de l'Institut d'Estudis de Seguretat de la WEU creu que la independència d'Artsakh permet que Armènia eviti l'estigma internacional de l'agressió i que l'aliança estratègica d'Armènia amb Rússia és clau per a protegir l'estat d'Artsakh. Hi ha algunes fonts que consideren que la República d'Artsakh funciona de facto com una part d'Armènia.
En l'actualitat el procés de mediació està en un punt mort i les discussions més recents, a Rambouillet, França, no van produir cap acord. Azerbaidjan ha sol·licitat oficialment que les tropes armènies es retiressin de totes les àrees en disputa de l'Azerbaidjan fora d'aquest territori i que totes les persones desplaçades poguessin tornar a casa abans que es discutís sobre la independència de l'estat d'Artsakh. Armènia no reconeix les pretensions de l'Azerbaidjan sobre Artsakh i creu que el territori té el dret a l'auto-determinació. Els dos governs tenen en compte que la independència de la República d'Artsakh es va produir quan es va dissoldre la Unió Soviètica i es van separar les seves antigues repúbliques. El govern armeni insisteix que el govern d'Artsakh ha de formar part dels debats sobre el futur de la regió i rebutja la cessió d'un territori ocupat o que els refugiats puguin retornar abans que es facin les converses sobre l'estatut de la regió.
A principis de 2001 hi va haver representants d'Armènia, Azerbaidjan, França, Rússia i els Estats Units que es van trobar a París i a Key West, Florida. Tot i els rumors que les dues parts estaven properes a una solució, les autoritats àzeris van negar que s'hagués arribat a cap acord.

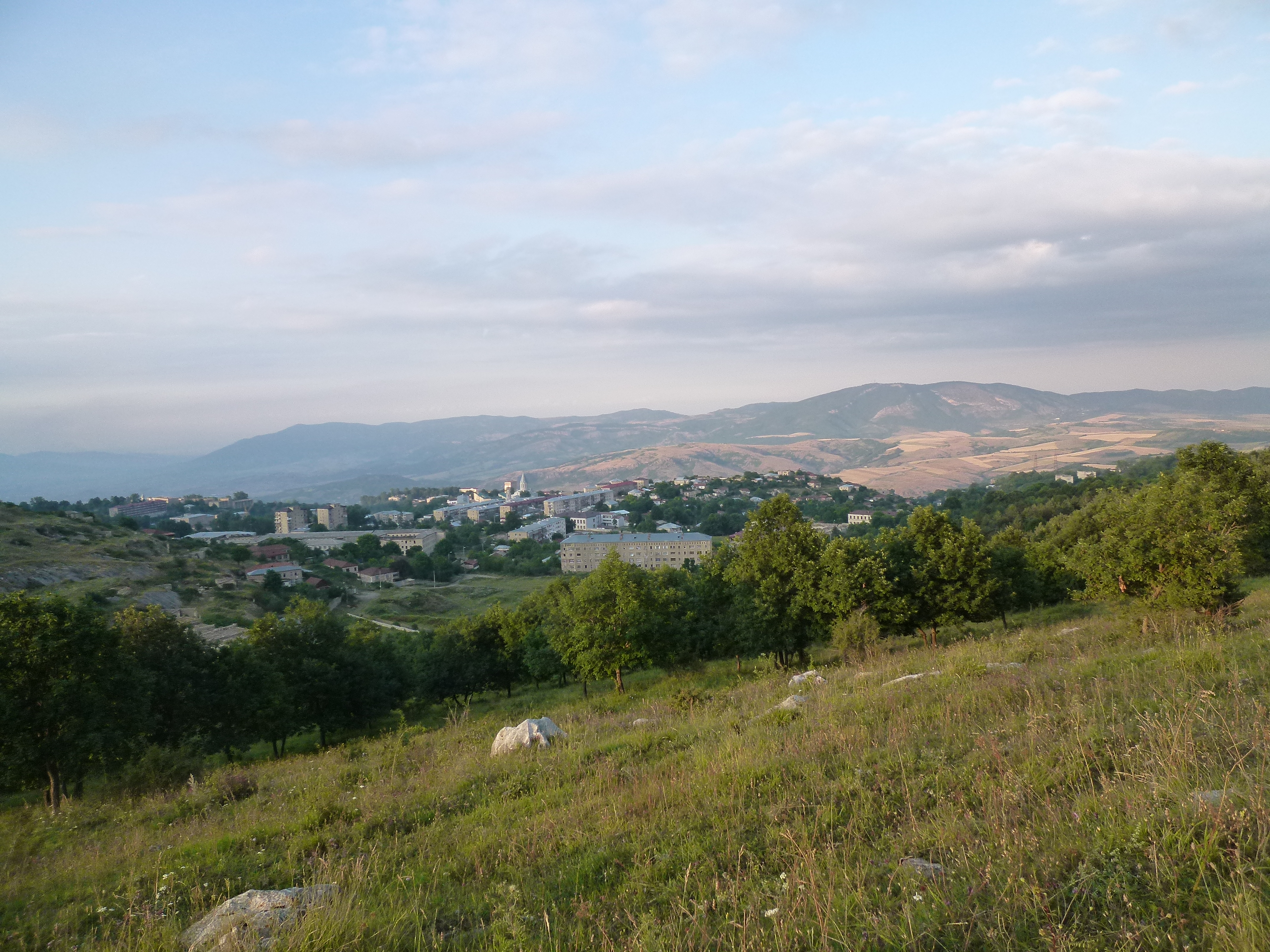
La ciutat de Shusha

Els presidents àzeri i armeni, Ilham Aliyev i Robert Kocharyan van reprendre les negociacions el setembre de 2004 a Astanà (Kazakhstan), en la reunió de la Comunitat d'Estats Independents (CEI). Entre altres coses, es va suggerir que es retiressin les forces armades dels territoris azerbaidjanesos adjacents d'Artsakh i que després se celebressin referèndums a l'Alt Karabakh i l'Azerbaidjan sobre el futur de la regió. El 10 i 11 de febrer de 2006, Kocharyan i Aliyev es van tornar a reunir a Rambouillet per tal de discutir els principis fonamentals d'una solució al conflicte. Però aquestes no van conduir a cap acord sobre els temes clau de l'estatus d'Artsakh i de si les tropes armènies es retirarien de Kalbajar.
El juny de 2006 es van tornar a fer converses a l'ambaixada polonesa de Bucarest. A les converses hi van tornar a acudir diplomàtics americans, russos i francesos. Abans d'això el president armeni, Kocharyan havia anunciat que ell havia continuat el diàleg amb Azerbaidjan per la fi del conflicte d'Alt Karabakh i amb Turquia per a restablir les relacions diplomàtiques. Segons Vardan Oskanyan, Ministre d'Afers Exteriors armeni, no hi va haver cap progrés en aquesta trobada i va explicar que tot i la reunió es va celebrar en un ambient normal i que els ministres d'exteriors eren els encarregats de continuar les converses per la solució del conflicte i de trobar punts en comú abans de la propera reunió dels presidents.
El punt de desacord més profund entre els dos bàndols és l'estatus d'Artsakh. Els àzeris proposaven que donarien al territori l'estatut d'autonomia més acusat del món, però els armenis volien que els habitants de l'Alt Karabakh poguessin decidir el seu futur en un referèndum amb mediadors internacionals. El 27 de juny de 2006 el ministre d'afers exteriors armeni va dir que les dues parts estaven d'acord que els artsakhesos poguessin decidir el seu futur, però el ministre d'afers exteriors àzeri ho va refusar. Segons el líder de l'oposició àzeri, Isa Gambar, caldria que Azerbaidjan acordés aquest referèndum de manera no oficial.
Durant el curs "Procés de Praga" de l'estiu de 2006 es van posar en marxa altra vegada les negociacions. Un funcionari del Departament d'Estat dels Estats Units va dir a Ràdio Lliure Europa que el Grup de Minsk s'havia mostrat a favor que hi hagués un referèndum a l'Alt Karabakh. La OSCE va dir que considerava que aquest no havia de fer-se en el conjunt de l'Azerbaidjan, sinó només a Artsakh.
El 10 de desembre de 2007 el ministre d'afers estrangers àzeri va dir que Azerbaidjan estaria preparat per a conduir operacions antiterroristes a l'Alt Karabakh contra preteses bases del Partit dels Treballadors del Kurdistan (PKK). El portaveu del ministeri d'Afers Exteriors armeni, Vladimir Karapetian anteriorment havia rebutjat les acusacions que hi havia presència del PKK en el seu territori i que això era una provocació.
Ilham Aliyev, president àzeri, va declarar el 2008 que l'Alt Karabakh mai seria independent, ja que tenia el suport dels mediadors internacionals i que el fet que el 1918 Erevan fos concedida als armenis fou un gran error del Kanat d'Erevan, ja que era part del territori àzeri. D'altra banda, el 2009, Bako Sahakian, president de la República d'Artsakh va declarar que la seva terra no seria mai part de l'Azerbaidjan i que estaven preparats per a discutir amb el seu govern. El 2010, Serj Sargsian, president armeni va declarar que l'Alt Karabakh mai havia format part de l'Azerbaidjan independent, si no que fou annexionat per una decisió de la Unió Soviètica i que els artsakhesos mai hi havien estat d'acord, cosa que es demostrava quan van tenir la primera oportunitat, amb la desfeta soviètica, es van intentar independitzar.

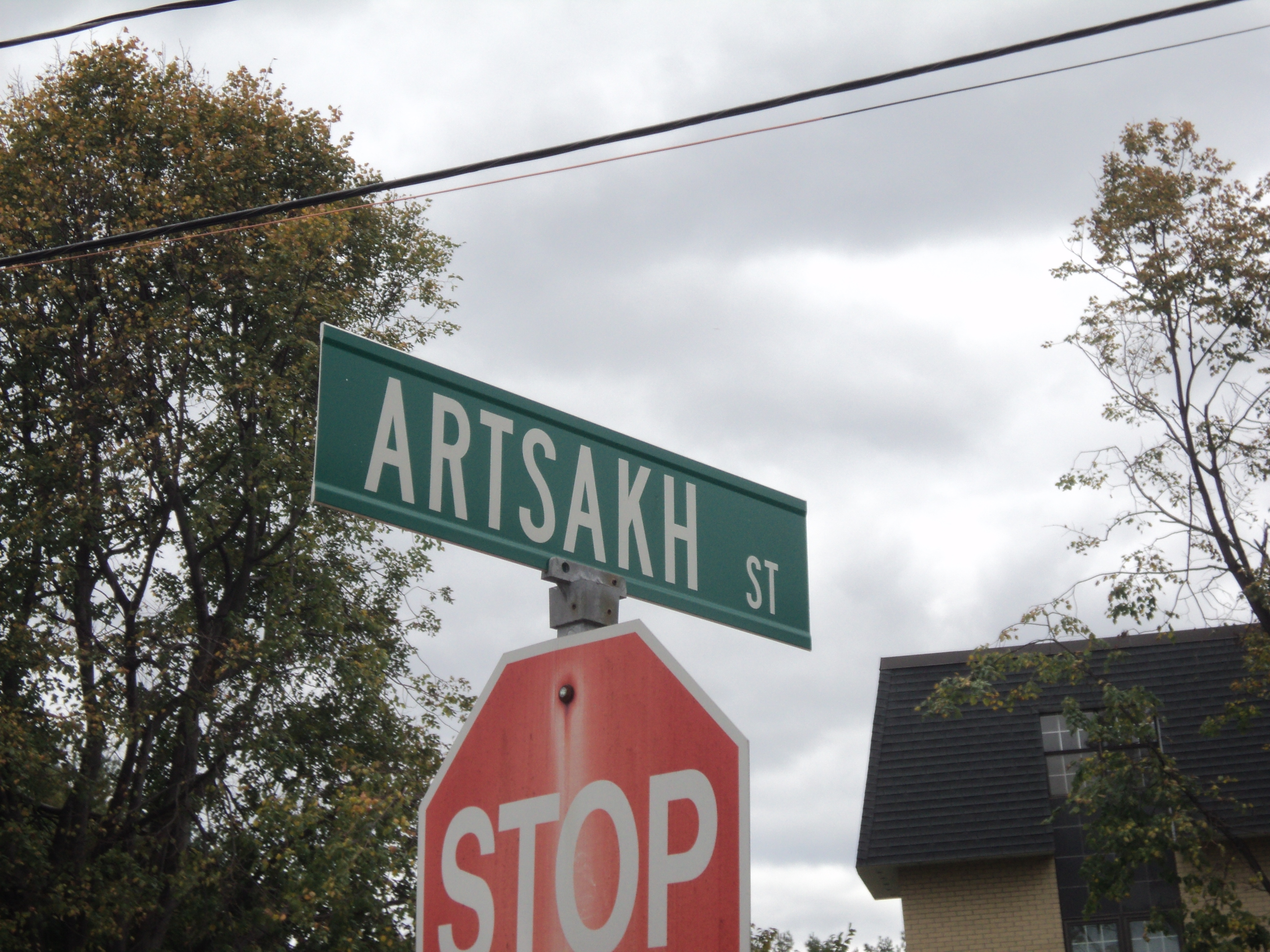
Artsakh Street a Watertown (Massachusetts)

El 14 de març de 2008 l'Assemblea Nacional de les Nacions Unides va aprovar una resolució no resolutiva (39 contra 7 i 100 abstencions) que reafirmava la integritat territorial de l'Azerbaidjan i que expressaven el reconeixement internacional de les fronteres i que demanaven que les tropes armènies marxessin del territori. Aquesta resolució fou aprovada sobretot pels membres del GUAM i de l'OCI, dels quals Azerbaidjan n'era membre. Tots els membres del Grup de Minsk de la OSCE van rebutjar la moció.
El 22 de maig de 2010 el Parlament Europeu va adoptar una resolució sobre la necessitat que la Unió Europea tingués una estratègia en el Caucas meridional i que aquesta promogués l'estabilitat, la prosperitat i la resolució dels conflictes de la Transcaucàsia. Aquesta resolució crida a les dues parts a intensificar els seus contactes i a mostrar una actitud més constructiva perquè les parts no perpetuessin l'statu quo creat per la força i que no tenia legitimitat internacional i que creessin un camí per a minvar les conseqüències negatives per la població d'una situació de guerra. Va condemnar la idea de la solució militar i va cridar les dues parts a complir l'alto el foc del 1994. Aquesta resolució també cridava l'exèrcit armeni a abandonar la regió i que s'hi despleguessin forces internacionals sota els auspicis de les Nacions Unides per a garantir la seguretat durant un període de transició i que els desplaçats poguessin retornar a la seva terra. A més a més, deia que Artsakh havia de tenir un estatus interí que hauria d'oferir una solució fins que es determinés un estatus final que garantís la coexistència pacífica i la cooperació entre els àzeris i els armenis.
El 26 de juny de 2010 els presidents dels països copresidents del Grup de Minsk de l'OSCE, França, Rússia, i els Estats Units van fer una declaració conjunta en la qual reafirmaven el seu compromís de donar suport als líders armenis i àzeris perquè aconseguissin la solució pacífica del conflicte de Nagorno-Karabakh.
Després que Armènia establís relacions diplomàtiques amb Tuvalu, el març de 2012, es va especular a la premsa que Armènia volia persuadir a la petita nació que fos la primera a reconèixer la independència d'Artsakh, ja que Tuvalu havia reconegut l'any anterior la independència d'Abkhàzia i d'Ossètia del Sud.
Armènia i l'Azerbaidjan han registrat diverses violacions de l'alto el foc. El 2016 va esclatar una nova guerra, coneguda com la Guerra d'Abril o la Guerra dels Quatre Dies. Segons la part armènia, Armènia va perdre-hi el control de 800 hectàrees, però l'Azerbaidjan afirma que van ser-ne 20.000. La frontera entre Armènia i l'Azerbaidjan està tancada i els ciutadans dels dos països només es poden trobar en països tercers, habitualment a la veïna Geòrgia. L'Azerbaidjan declara els estrangers que visiten el territori de l'Alt Karabakh com a persona non grata i els prohibeix l'entrada a l'Azerbaidjan.

### Drets humans
El conflicte de l'Alt Karabakh ha produït el desplaçament de 528.000 àzeris dels territoris armenis (sense incloure els nounats) inclosa aquesta república i 220.000 àzeris, 18.000 kurds i 3500 russos van anar d'Armènia cap Azerbaidjan entre 1988 i 1989. El govern de l'Azerbaidjan estima que el 63% dels desplaçats que viuen en el seu territori viuen per sota del llindar de la pobresa (mentre que només el 49% de la seva població total hi viu). A Baku n'hi viuen uns 154.000. Segons l'Organització Internacional de les Migracions, 40.000 viuen en camps de refugiats, 60.000 en refugis subterranis i 20.000 en vagons de tren. En assentaments creats per la Unió Europea i la UNHCR hi viuen uns 40.000 i també hi ha unes 5000 persones que viuen en edificis escolars i sanitaris. Desenes de milers de refugiats viuen en set camps de tendes que no tenen un abastament suficient d'aigua que està causant que pateixin infeccions gastro-intestinals, tuberculosis i malària.
El govern àzeri ha volgut integrar els desplaçats interns a la resta de la població. Aquest requereix als desplaçats que registrin el seu lloc de residència per a orientar millor l'assistència nacional i internacional que no és adequada perquè Armènia i els Estats Units van imposar restriccions a l'ajuda humanitària a l'Azerbaidjan. Molts desplaçats interns eren de zones rurals i han tingut dificultats per a integrar-se al mercat laboral urbà. Degut a l'augment dels ingressos per l'exportació de petroli del país, moltes agències humanitàries internacionals han reduït o cessat la seva assistència als refugiats àzeris. La mortalitat infantil entre els infants desplaçats àzeris és 3-4 vegades més gran que entre la resta de la població. La taxa de mortalitat infantil va ser de 88.2 per cada 1000 naixements entre els desplaçats, la majoria dels quals han viscut en condicions molt difícils durant els últims 13 anys.
Durant la guerra de 1988-1993 hi va haver 280.000 armenis que van fugir de l'Azerbaidjan. Alguns van fugir del país, sobretot cap a Rússia. Els seus infants que naixien a Armènia aconseguien la nacionalitat de manera automàtica. El nombre de refugiats armenis ha anat minvant a causa de la cancel·lació del registre a causa de la naturalització. D'aquests, uns 250.000 van fugir de l'Azerbaidjan propi i uns 30.000 eren de l'Alt Karabakh, tot i que tots van ser registrats com a refugiats pel govern.

### Guerra de l'Alt Karabakh de 2020
La Guerra de l'Alt Karabakh de 2020 va començar en el matí del 27 de setembre de 2020 quan l'Azerbaidjan va llançar una ofensiva al llarg de la línia de contacte de l'Alt Karabakh. Totes dues parts han informat que hi havia hagut baixes militars i civils. En resposta als enfrontaments, Armènia i l'estat de facto República d'Artsakh van declarar la llei marcial i la mobilització total, mentre que l'Azerbaidjan va instaurar la llei marcial i el toc de queda.
El 9 de novembre es va anunciar una treva auspiciada per Rússia, que inclou el desplegament de prop de 2.000 forces de pau russes a l'enclavament en disputa, i per l'Acord de fi d'hostilitats de l'Alt Karabakh de 2020, la recuperació per part de l'Azerbaidjan del districte de Kəlbəcər, el districte d'Ağdam i el districte de Laçın del govern local que tenia el suport d'Armenia.

## Geografia

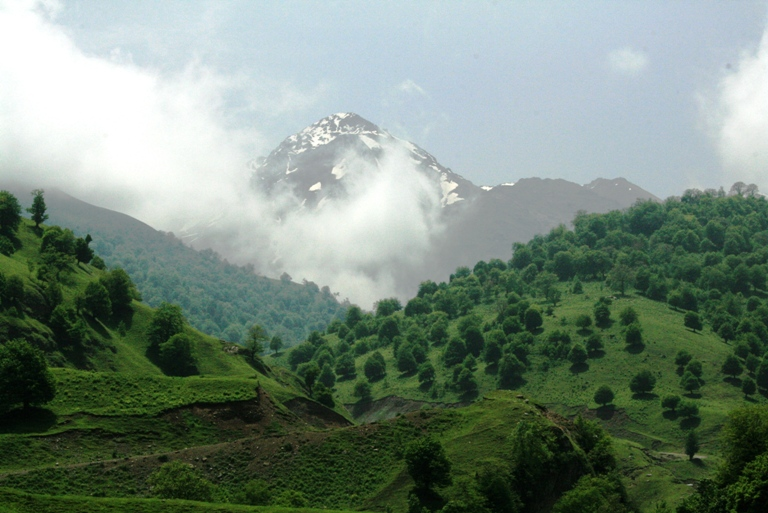
El Murovdag és la muntanya més alta de l'Alt Karabakh

La República d'Artsakh és muntanyosa i el seu nom alternatiu Nagorno-Karabakh en rus significa Alt Karabakh o Karabagh muntanyós. L'Alt Karabakh té una superfície d'11.500 km² i és fronterer amb Armènia, Azerbaidjan i l'Iran. El Morovdag és la muntanya mésa alta i el seu pic arriba fins als 3.340 metres per damunt del nivell del mar. El Mont Kirs arriba fins als 2.725 metres d'altitud. El cos d'aigua més gran del país és el pantà de Sarsang i el rius Tartar i Khatxèn són els més importants del país. El país està situat en una serralada que descendeix a l'est i al sud-est i la seva altitud mitjana és de 3.600 metres. La majoria dels seus rius flueixen vers la Vall d'Artsakh.
El seu clima és lleu i temperat. La seva temperatura mitjana és d'11 °C i fluctua anualment entre els 22 °C el juliol i els -1 °C el gener. Les precipitacions mitjanes arriben als 71 cm en algunes regions i hi ha boira més de 100 dies cada any.
A l'Alt Karabakh existeixen més de 2000 tipus de plantes i més del 36% de la superfície del país és massa forestal. A les terres altes i a les muntanyes s'hi troba plantes del clima estepari, alpí i de la tundra.

## Divisió administrativa

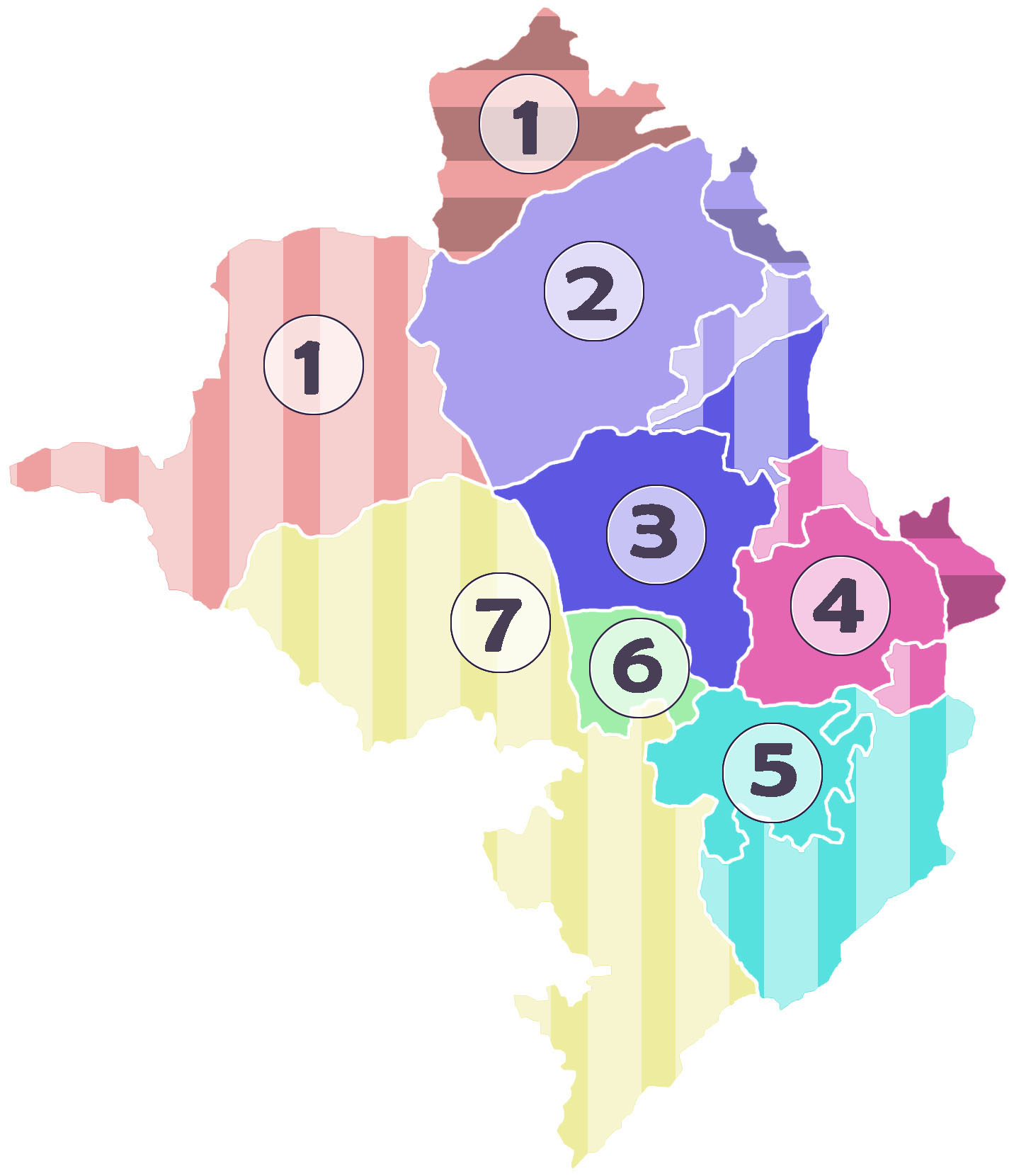
Mapa de la República d'Artsakh i les seves províncies.
1: Shahumyan; 2: Mardakert;
3: Askeran; 4: Martuni; 5: Hadrut;
6: Shushi; 7: Kashatagh.
(No es mostra Stepanakert)

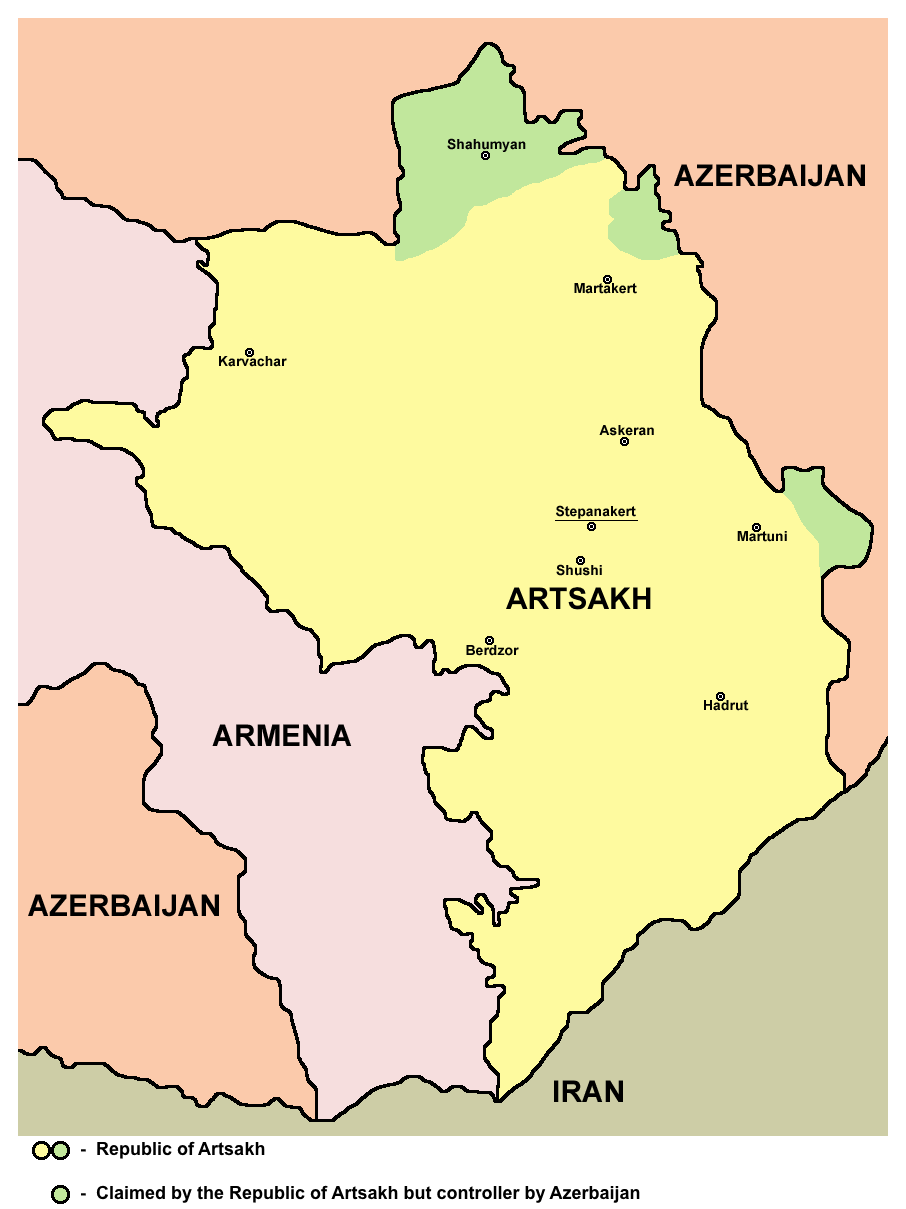
Ciutats i pobles principals de la República d'Artsakh

La República d'Artsakh tenia vuit divisions administratives. Els seus territoris incloien cinc districtes que pertanyien a l'antic Oblast Autònom de Nagorno-Karabakh, la Província de Shahumian, que abans formava part de la República Soviètica de l'Azerbaidjan i els set raions situats fora de l'Oblast Autònom.
Després de la seva declaració d'independència, el govern àzeri va abolir l'Oblast Autònom i va crear raions àzeri en el seu lloc. Així, algunes de les divisions administratives de la República d'Artsakh corresponen amb els raions, mentre que altres tenen fronteres diferents. La següent taula compara les divisions administratives de la República d'Artsakh i els raions àzeris.
| #                   | Divisió                | Població (2005) | Raions                                                                 | Sahar (ciutat) | Antic NKAO? |
| ------------------- | ---------------------- | --------------- | ---------------------------------------------------------------------- | -------------- | ----------- |
| 1                   | Província de Shahumian | 2,560           | Raió de Goranboy meridional, Kəlbəcər occidental                       | Kəlbəcər       | No          |
| 2                   | Província de Martakert | 18,963          | Raió de Kalbajar oriental, Raió de Tartar occidental i un tros d'Agdam | Ağdərə         | Parcial     |
| 3                   | Província d'Askeran    | 16,979          | Raió de Khojali, tros del Raió d'Agdam                                 | Askeran        | Si          |
| 4                   | Província de Martuni   | 23,157          | Raió de Xocavənd septentrional i un tros d'Agdam                       | Xocavənd       | Parcial     |
| 5                   | Província de Hadrut    | 12,005          | Raió de Khojavend meridional, Raió de Jabrayil i un tros de Füzuli     | Hadrut         | Parcial     |
| 6                   | Província de Shusha    | 4,324           | Raió de Shusha                                                         | Şuşa           | Si          |
| 7                   | Província de Kashatagh | 9,763           | Raió de Lachin, Raió de Qubadli, Raió de Zangilan                      | Laçın          | No          |
| 8                   | Stepanakert (capital)  | 49,986          | Khojali                                                                | Xankəndi       | Si          |
| República d'Artsakh | República d'Artsakh    | Azerbaidjan     | Azerbaidjan                                                            | Azerbaidjan    |             |

La República d'Artsakh reclamava Shahumian, que no formava part de l'Oblast Autònom de Nagorno-Karabakh. Els representants de Shahumian van declarar la independència juntament amb l'Alt Karabakh i van proclamar que la República d'Artsakh incloia també la seva regió.

## Demografia

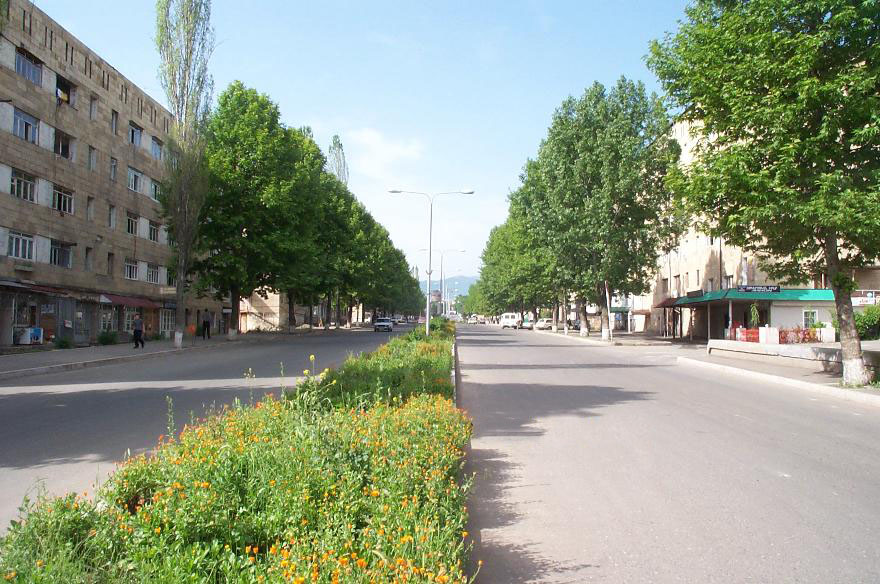
Avinguda principal de Stepanakert.

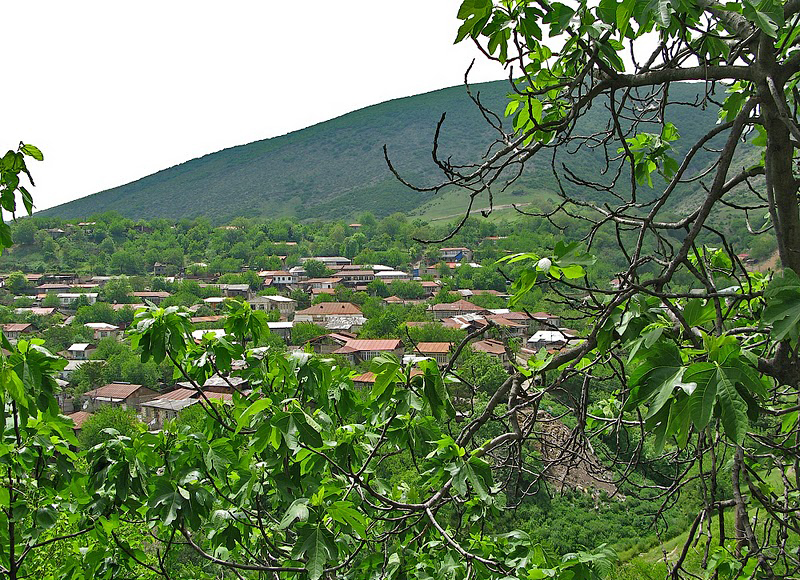
Poble d'Azokh.

El 2002 la població de la República d'Artsakh era de 145.000 habitants, el 95% dels quals eren armenis. El març de 2007, el govern local va anunciar que la seva població havia crescut fins als 148.000 habitants. Cada any hi havia entre 2.200 i 2.300 naixements anuals i el 1999 el país va tenir un creixement vegetatiu d'uns 1.500 habitants.
El març de 2011 un treball de la OSCE estimava que la població dels set territoris ocupats al voltant de l'Alt Karabakh tenien uns 14.000 habitants i que no tenien un creixement significatiu des del 2005.
Fins al 2000 el balanç migratori del país era negatiu. A la primera meitat del 2007 es van reportar 1000 naixements i 659 morts i una emigració neta de 27 persones.
La població segons l'edat d'Artsakh és: 15.700 (de 0 a 6 anys), 25.000 (de 7 a 17), 75.800 (de 18 a 59) i 21.000 (de més de 60 anys).
La població per província és (2006) és:
- Stepanakert - 53.000 (2007)
- Província d'Askeran - 17.400 (2007)
- Província d'Hadrut - 12.300 (2009)
- Província de Martakert - 19.000
- Província de Martuni - 23.200
- Província de Shahumian - 2.800
- Província de Shushi - 5.000 (2009)
- Província de Qashatagh - 9.800

Població de la República (2000–2008)
| Any  | Població (mil) | Urbana | Rural | Naixements | Morts | NGR | Immigració neta |
| ---- | -------------- | ------ | ----- | ---------- | ----- | --- | --------------- |
| 2000 | 134.4          | 68.4   | 66.0  | 16.6       | 8.8   | 7.7 | 16.1            |
| 2001 | 135.7          | 68.7   | 67.0  | 17.0       | 7.9   | 9.1 | 11.5            |
| 2002 | 136.6          | 69.3   | 67.3  | 16.0       | 9.1   | 6.9 | 4.9             |
| 2003 | 137.0          | 69.1   | 67.9  | 15.0       | 9.0   | 6.0 | 1.3             |
| 2004 | 137.2          | 69.8   | 67.4  | 15.3       | 9.5   | 5.8 | −2.6            |
| 2005 | 137.7          | 70.5   | 67.2  | 14.6       | 9.2   | 5.4 | 1.7             |
| 2006 | 137.7          | 70.8   | 66.9  | 15.3       | 9.0   | 6.3 | −3.2            |
| 2007 | 138.8          | 71.6   | 67.2  | 15.4       | 8.8   | 6.6 | −1.4            |
| 2008 | 139.9          | 72.7   | 67.2  | 17.3       | 9.4   | 7.9 | 2.6             |

### Composició ètnica
Segons el cens de 2005, la composició ètnica del país és:
- Total - 137.737
- Armenis - 137.380
- Russos - 171
- Grecs - 22
- Ucraïnesos - 21
- Georgians - 12
- Àzeris - 6
- Altres - 125

### Religió

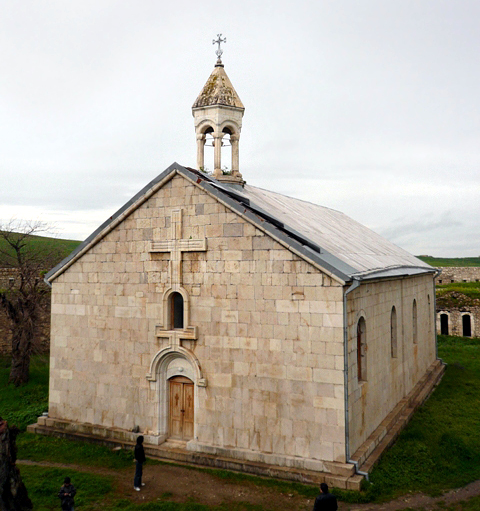
Monestir d'Amaras.

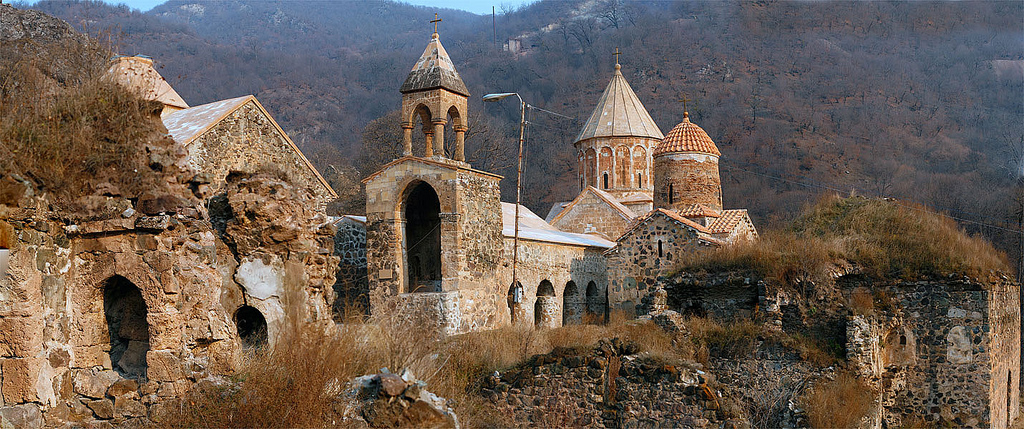
Monestir de Dadivank.

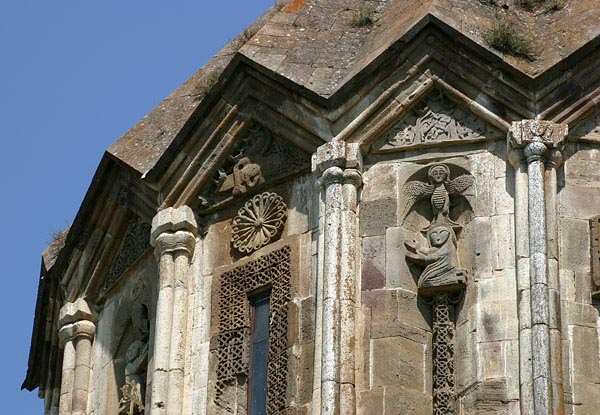
Catedral de Gandzasar.

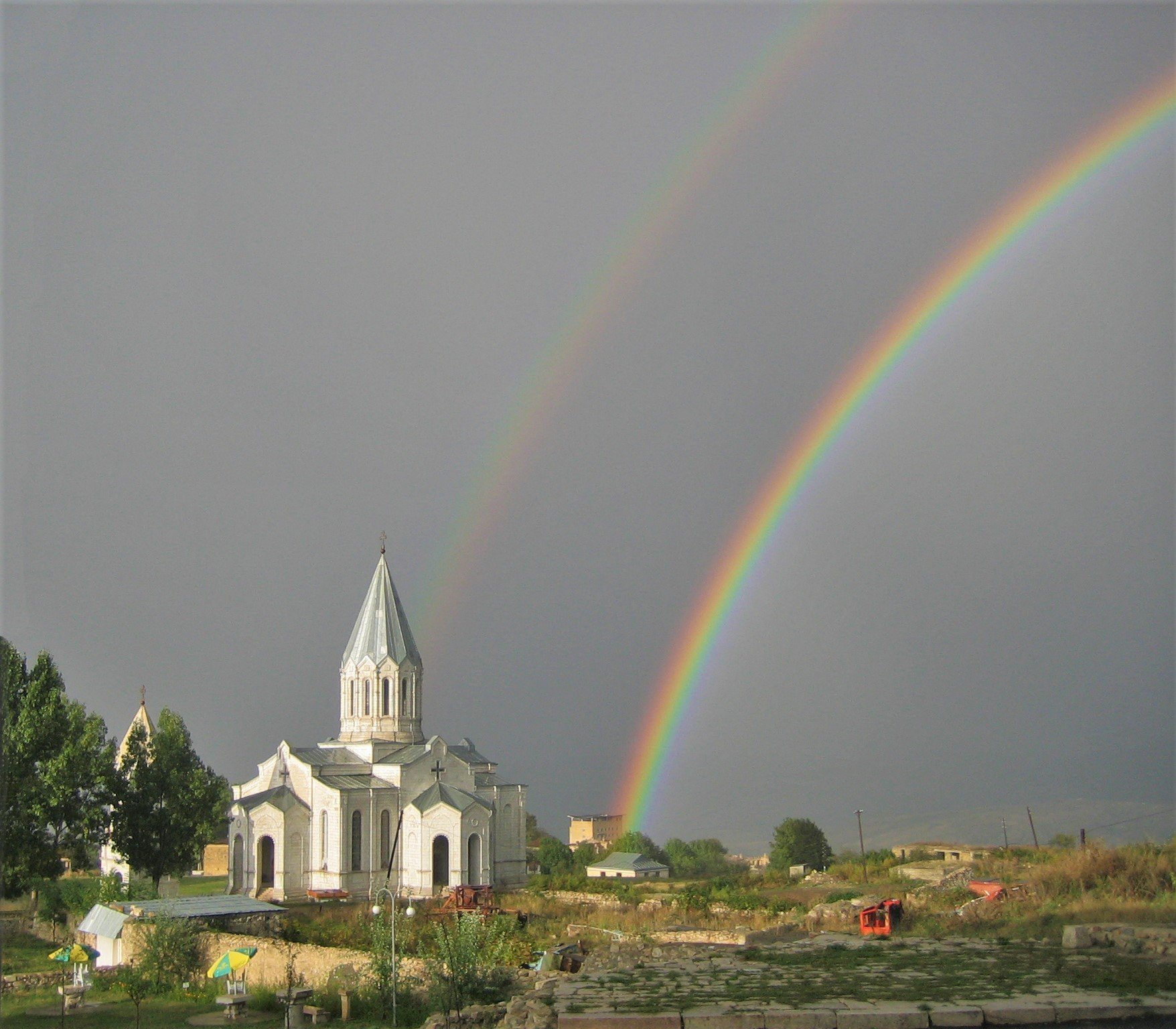
Catedral de Ghazanchetsots.

La majoria dels armenis de la República d'Artsakh són cristians seguidors de l'Església Apostòlica Armènia, una de les Esglésies ortodoxes orientals.
A més a més també hi ha la presència d'altres esglésies antigues orientals i evangèliques, a més a més gent que segueix el judaisme. Tot i això, les autoritats militars van prohibir les activitats de les sectes cristianes perquè predicaven el pacifisme entre la població.
El Monestir de Gandzasar ("Գանձասար" en armeni) és un monestir històric d'Artsakh. Altres monestirs històrics són el Monestir de Dadivank (en armeni, Դադիվանք) i el de Khutavank (en armeni, Խութավանք - monestir en el cim) que fou construït entre els segles IX i XIII. El govern d'Artsakh ha intentat que el Monestir de Gandzasar estigui dins la llita de Patrimoni de la Humanitat de la UNESCO.
La Catedral de Ghazanchetsots (construïda entre 1868 i 1888) (en armeni, Սուրբ Ամենափրկիչ Ղազանչեցոց Եկեղեցի), també coneguda com la Catedral de Crist el Savi i la Catedral de Shusha és una església armènia localitzada en aquesta ciutat. És la catedral principal i la seu de la Diòcesi d'Artsakh de l'Església Apostòlica Armènia. Molt a prop de la catedral de Shusha hi ha l'església verda Kanach Zham, que fou construïda el 1847.
El Monestir d'Amaras (segle iv) fou un monestir establert pel sant armeni més famós, Sant Gregori, l'Il·luminat, que va convertir a Armènia com el primer estat cristià l'any 301. Amaras també fou la seu de la primera escola en la qual sant Mesrob, l'inventor de l'alfabet armeni va ensenyar la nova escriptura als seus pupils al segle v. Aquest monestir està situat en a la Província de Martuni.
El Monestir de Tzitzernavank (segle iv) és l'exemple millor preservat d'una basílica armènia amb tres naus. Està a la Província de Qashatagh.
El Monestir de Sant Yeguishe Arakyal (segles V-XIII), que commemora a Sant Yeghishe, el famós evangelitzador de l'est d'Armènia. Hi ha enterrat el Rei Vachagan II el Piu, el representant de la família Arranshahik dels monarques de l'Armènia oriental més conegut. Està a la Província de Martakert.
El Monestir de Dadivank (segle xiii) és considerat el monestir armeni més gran del Caucas. La façana occidental té un dels lapidaris (inscripcions en pedra) armenis més extens. Dadivank fou anomenat així a causa de Sant Dadi, un deixeble de l'Apòstol Tadeu que va pregar la Sagrada Esperança a Artsakh al segle i. El 2007 es va descobrir la tomba de Sant Dadi. Està a la Província de Shahumian.
El Monestir de Gtichavank (segle xiii) amb un típic estil arquitectònic medieval armeni. Està a la província de Hadrut.
El Monestir de Bri Yeghtze (segle xiii) a la província de Martuni.
El Monestir de Terits Mankants (segle XVII) ("tres infants" en armeni) a la província de Martakert.
L'església de Sant Nerses el Gran, a la ciutat de Martuni, dedicat al catholicos armeni Sant Nerses I el Gran.

## Economia
La situació socioeconòmica de la República d'Artsakh ha estat molt afectada negativament pel conflicte armat. La inversió estrangera encara està començant a entrar. Els inversors estrangers a Artsakh són majoritàriament armenis d'Armènia, Rússia, els Estats Units, França, Austràlia, Iran i l'Orient Mitjà. Tot i que la seva economia és petita, està creixent ràpidament. El 1999 el producte interior brut era de 59 milions de dòlars, un 80% inferiors als de l'època soviètica. Però el PIB va arribar a 114 milions de dòlars el 2005, el doble que el 2001. Això representa un creixement del 14%. El 2009 el PIB arribà als 260 milions $ i el 2010 als 320 milions.
Segons dades del Servei d'Estadística de la República d'Artsakh el PIB va augmentar un 116% entre el 2001 i el 2006, mentre que l'Índex de preus al consum només va augmentar un 34% durant aquest període, tot i que l'augment real dels preus va pujar un 60% entre el 2001 i el 2007. A aquest últim any, l'agricultura representava el 16% de l'economia, la indústria el 15%, la construcció el 9% i el sector serveis el 57%.
Els principals àmbits d'inversió de l'Alt Karabakh són les telecomunicacions, la mineria d'or i de diamant, la joieria i l'agricultura. Artsakh és coneguda pel vodka produït per la Companyia Brandy Artsakh-Alco i comercialitzat amb la marca Artsakh, que es fa al districte d'Askeran.
La companyia Karabakh Telecom, associada amb una companyia libanesa, ha desenvolupat el sector de les telecomunicacions invertint milions de dòlars en telefonia mòbil.
Cal destacar la indústria de processament de productes agrícoles, sobretot del vi, que és una de les línies prioritàries del desenvolupament econòmic d'Artsakh.

### Banca
El sistema bancari està dominat pel banc estatal Artsakhbank que va ser operatiu des del 1965 i que té seus a Stepanakert i a diverses localitats del país. Té 243 empleats. Alguns dels principals bancs armenis també tenen sucursals a l'Alt Karabakh. El sector bancari està en procés de creixement i a l'1 de setembre del 2010 els dipòsits ascendien a 107 milions de dòlars, un 33,1% més que a l'1 de gener del mateix any. Durant aquests sis mesos el volum de crèdits que van donar els bancs comercials també va augmentar un 28,3%.

### Energia
L'energia que consumeix el país prové principalment d'una planta hidroelèctrica propera a Mardakert que va ser construïda a l'època soviètica. El govern també ha planejat construir petites plantes hidroelèctriques que ajudarien a suportar les necessitats internes i que pogués exportar l'electricitat sobrera. El 2001, Artsakh importava el 60% de l'electricitat d'Armènia.
El 12 d'abril de 2010 els primers ministres de la República d'Artsakh i d'Armènia van inaugurar la primera de les mini-estacions hidràuliques de l'Alt Karabakh. El primer ministre armeni va fer una crida perquè els armenis de la diàspora invertissin en l'economia de la República d'Artsakh que ajudés al futur de la regió. Fins al 2011 es van construir cinc petites centrals que han fet que no només sigui autosuficient, si no que Artsakh exporti energia.

### Carreteres i infraestructures

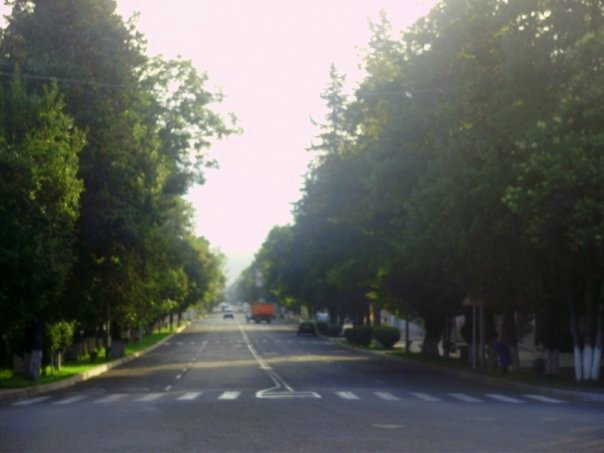
The Liberators' boulevard de Stepanakert

Una de les inversions més destacades de l'Alt Karabakh fou la reconstrucció de la carretera entre Goris i Stepanakert i que fou aportada pels armenis de la diàspora. Aquesta és la carretera principal que connecta el país amb Armènia i la resta del món i va costar uns 15 milions de dòlars. En l'actualitat s'ha acabat la construcció de la carretera de 168 km nord-sud que connecta Stepanakert amb Mardakert i la província de Martuni que ha costat 25 milions de dòlars que han estat donats per la Fundació All Armenian.
A la República d'Artsakh només hi ha un únic aeroport que, tot i que ha estat arreglat, està tancat des de l'època de la guerra, fa vint anys. Hi ha la intenció que hi hagi vols que uneixin la capital amb Erevan, ja que l'estatus actual de país no reconegut fa impossible que tingui comunicació aèria amb altres països. El 2012 havia de començar a operar la companyia Artsakh Air entre Erevan i Stepanakert però roman inactiu a causa de raons polítiques.

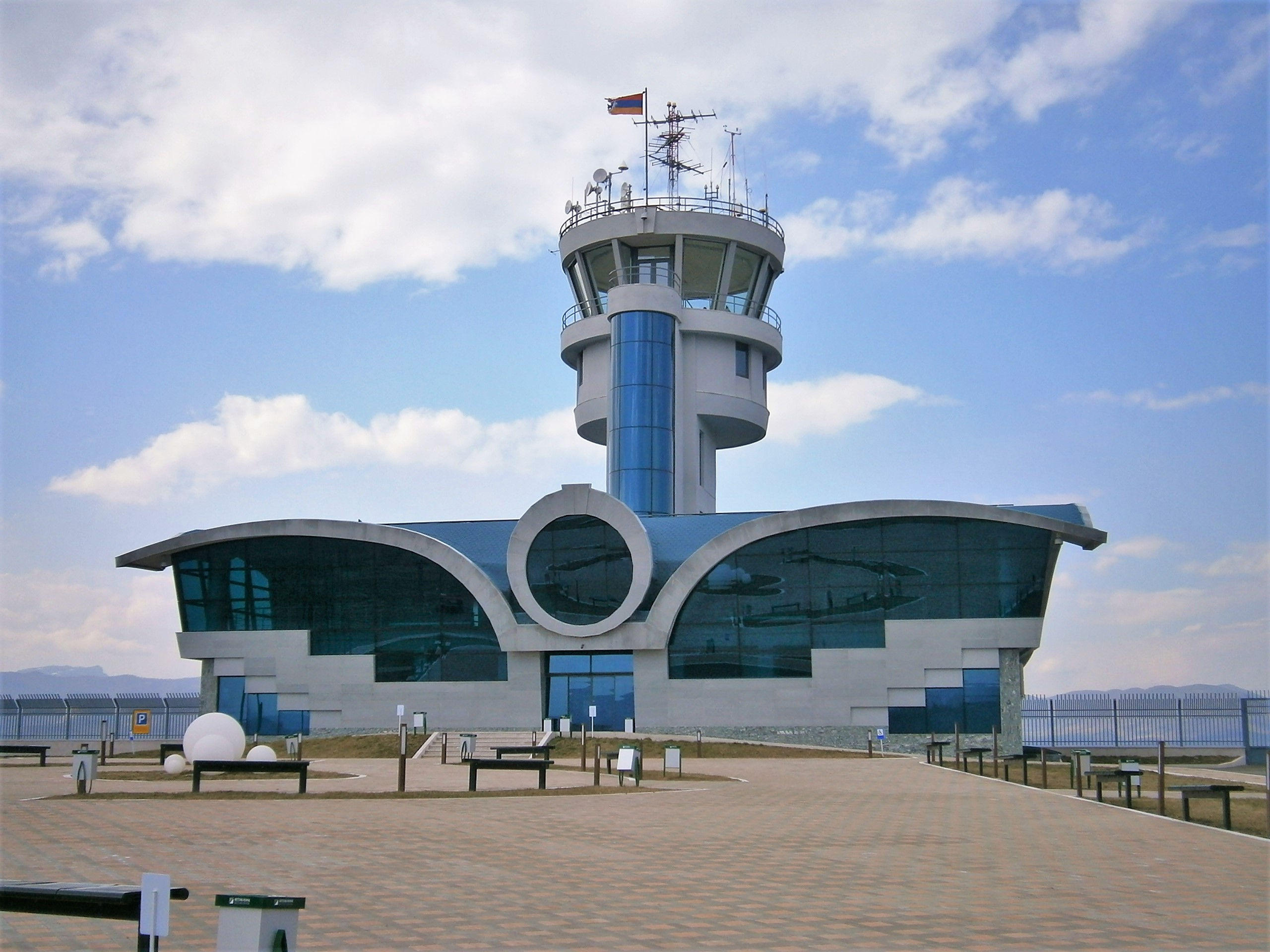
Nova terminal de l'aeroport de Stepanakert

### Mineria
L'Alt Karabakh és una regió rica en recursos naturals com metalls preciosos i semi-preciosos com or i coure, entre d'altres. Des de l'any 2002 s'ha desenvolupat la mineria d'or i de coure a Drmbon. S'hi ha produït entre 27 i 28 mil tones de mineral concentrat del qual entre un 19 i un 21% és coure i cada tona de mineral conté entre 32 i 34 grams d'or.

### Ajudes externes i cooperació internacional
El govern de la República d'Artsakh ha rebut 8 milions de dòlars d'ajuda financera dels Estats Units el 2010 i 30 milions d'Armènia. La diàspora armènia també ha estat fonamental per a proveir ajuda financera a través de les fundacions armènies  "Hayastan" All-Armenian Fund, Monte Melkonian Fund, Artsakh Investment Fund, a banda d'altres sistemes de microcrèdits.

### Turisme

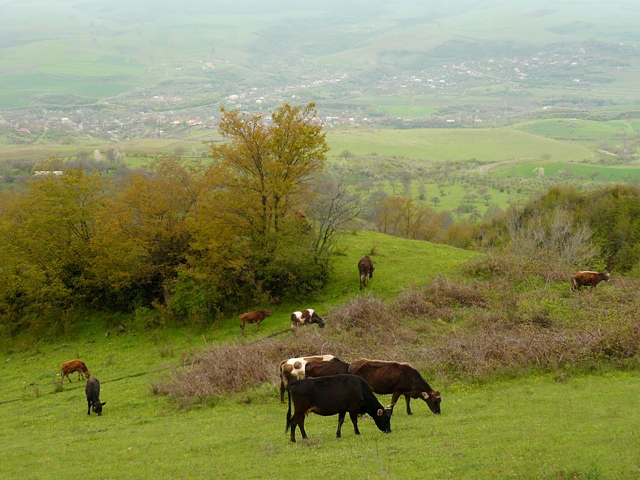
Karmir Shuka.

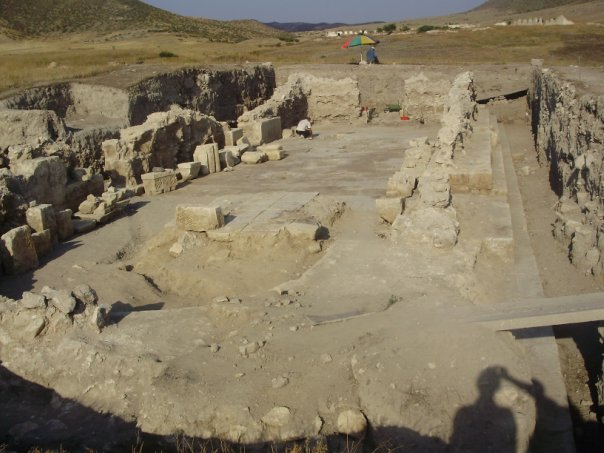
Les ruïnes de Tigranakert.

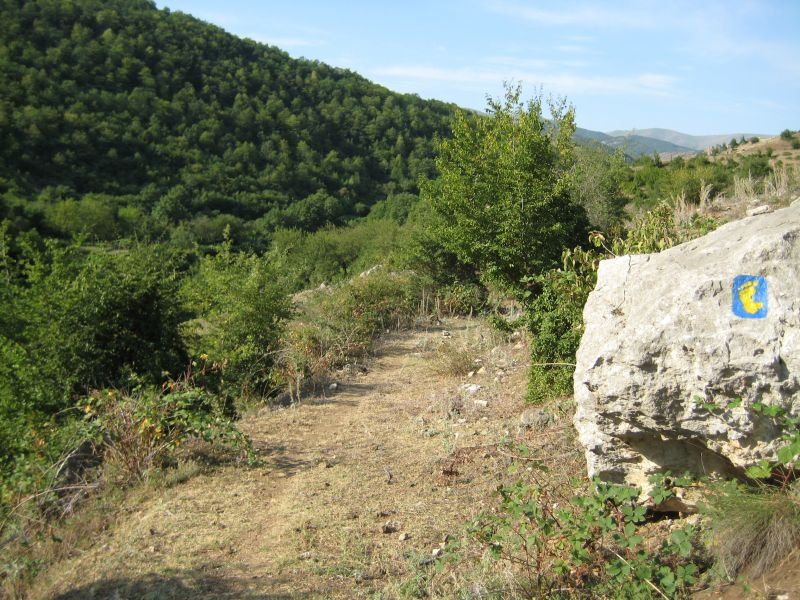
Secció del camí de Janapar.

La indústria turística s'ha desenvolupat sobretot per l'entrada de turistes armenis sobretot de la diàspora. Els últims anys el nombre de turistes que han visitat el país s'ha incrementat sobretot perquè hi ha molts atractius culturals. A Stepanakert hi ha vuit hotels. L'agència de desenvolupament d'Artsakh diu que el 2005 hi va haver 4.000 turistes estrangers que van visitar el país i el 2010 aquests foren 8.000 (excloent-hi els armenis d'Armènia). L'Agència d'Artsakh coopera amb l'Agència de Desenvolupament Econòmic d'Armènia (ATDA), ja que aquesta és l'única manera possible que els turistes puguin accedir a l'Alt Karabakh. El Ministeri d'Afers Exteriors d'Artsakh informà que els visitants estrangers augmenten de manera contínua.
L'Agència de Desenvolupament Turístic de l'Alt Karabakh es va establir a Erevan com una Organització No Governamental de la República d'Armènia per a promoure el turisme de la futura República d'Artsakh. S'ocupa de preparar els tour-operadors, les agències de viatges i els periodistes que cobreixen la regió i gestiona reserves hoteleres, de càtering i de centres recreatius.
Entre les atraccions turístiques hi destaquen: 
- El Monestir de Gandzasar. És la principal atracció turística.
- Catedral de Ghazanchesots del Sant Saber.
- Església de la Sagrada Mare de Déu "Kanach Zham".
- Monestir d'Amaras.
- Monestir de Tzilzernavank.
- Monestir de Sant Yeghish Arakyal.
- Monestir de Dadivank.
- Monestir de Gtichavank.
- Monestir de Bri Yeghtsi.
- Yerits Mankants.
- Monestir de Katarovank.
- L'antiga ciutat de Tigranakert d'Artsakh, una de les quatre ciutats fundades al segle i en els quatre extrems d'Armènia pel rei Tigranes I d'Armènia al període hel·lenístic[104][105] que fou excavat a partir del 2005 al districte de Mardakert.
- El Fort Mayraberd (segles X-XVIII) que va servir de protecció contra les incursions dels nòmades turquesos de les estepes orientals. Està situat a l'est de la capital.
- Mesquita de Govharagha (segle xviii), a la ciutat de Shusha.
- El Janapar, un camí de senderisme marcat a través de muntanyes, valls i ciutats d'Artsakh que travessa diversos monestirs i fortaleses.[106] Fou marcat l'any 2007 i va del nord-oest del país, a Shahumian, fins a Hadrut, al sud del país. A més a més, a l'Alt Karabakh hi ha altres camins marcats.

## Educació
L'educació a la República d'Artsakh és obligatòria i gratuïta fins als 18 anys. El sistema educatiu es basa en l'antic sistema educatiu de la Unió Soviètica.
El sistema escolar de l'Alt Karabakh ha patit molt mal a causa del conflicte, però el govern de la República d'Artsakh ha reconstruït moltes de les escoles amb l'ajut de la República d'Armènia i dels armenis de la diàspora. A Artsakh hi ha al voltant de 250 escoles de diversa grandària, de les quals més de 200 estan a les províncies. S'estima que hi ha més de 20.000 estudiants, la meitat dels quals estan a la capital.

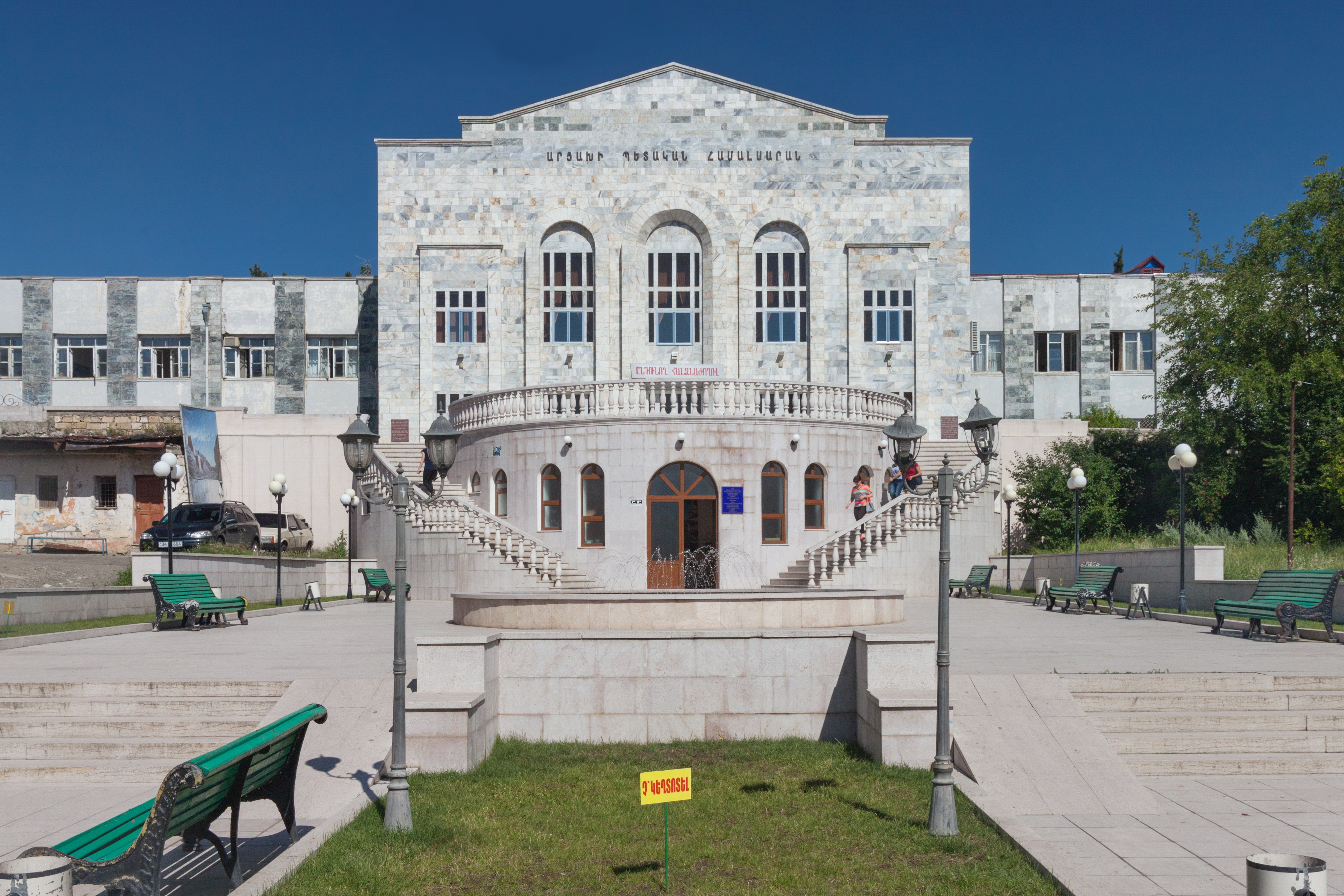
Un passeig a Stepanakert amb la Universitat d'Artsakh al fons

El 10 de maig de 1992 es va fundar la Universitat d'Artsakh que té un campus a Stepanakert. Aquesta és la principal universitat pública del país i la que hi té millor reputació. Els estudia més importants de la universitat són en Seguretat Nacional, Ciències polítiques, Estudis Agraris i Arqueologia. El 2006 un equip d'arqueòlegs internacionals van excavar al poble d'Azokh, on a la dècada de 1970 s'hi havia descobert antics pobladors humans, entre ells neardentals, en la qual hi participen estudiants de la universitat.
A més a més, la Universitat d'Erevan té una secció d'estudis empresarials a Stepanakert.

## Cultura

### Arquitectura

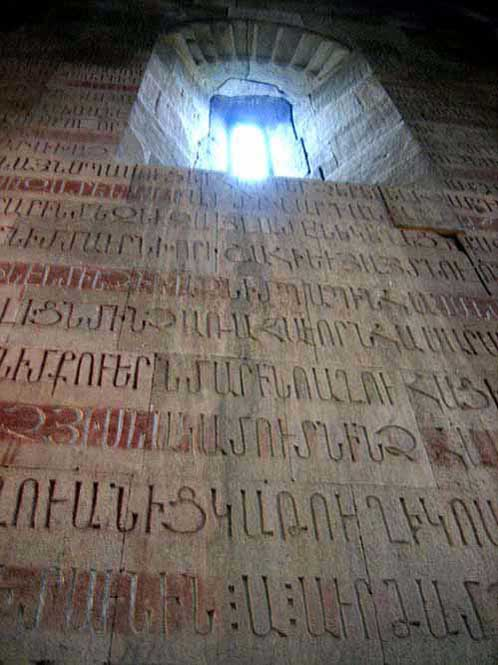
text armeni inscrit al Monestir de Gandzasar (1216-1238)

Al territori de la República d'Artsakh ha estat anomenat com la llar de tresors a cel obert de l'arquitectura armènia. A l'Alt Karabakh hi ha milers de monuments històrics i artefactes interessants. A banda dels edificis religiosos, també hi ha exemples d'arquitectura civil com antics castells i fortaleses.
La història de l'arquitectura d'Artsakh és paral·lela a l'armènia. Es va començar a desenvolupar a l'era pre-cristiana, al segle iv va adoptar la cultura cristiana i va entrar a l'era moderna després que florís a l'Era Medieval.
La principal expressió de l'art d'Artsakh a l'època medieval es pot veure en l'arquitectura religiosa: esglésies, catedrals, capelles i monestirs. Altres formes d'art inclouen manuscrits il·lustrats, khachkars (en armeni:խաչքար; lloses de pedra úniques armènies gravades) i pintures murals relacionades amb l'Església Apostòlica Armènia.
L'estil i les tècniques de l'arquitectura d'Artsakh és molt similar a l'armènia. La pedra és el principal material de construcció i forma el nucli de les parets. La teulada normalment es fa amb lloses de tova de roca volcànica. En els grans edificis de les ciutats i en els monestirs del camp la paret exterior està coberta de blocs de tova tallats. En les estructures arquitectòniques més modestes com les parròquies de les províncies s'hi utilitza pedres no tan ben tallades, cosa que fa que tinguin una aparença més rústica.

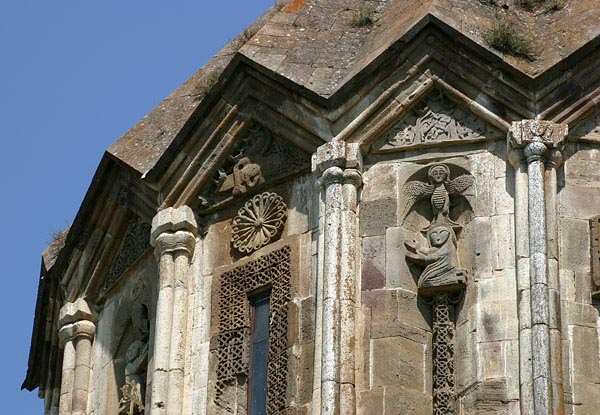
Escultures en relleu de la Catedral de Sant Joan Baptista del Monestir de Gandzasar (1216-1238)

Igual que a la resta dels edificis religiosos d'Armènia, els noms dels monestirs d'Artsakh inclouen el terme "vank" (en armeni, վանք), que significa "monestir". Per exemple, Monestir de Dadivank, Khunisavank, Khatravank, Yerits Mankants Vank i Gtichavank, entre d'altres. Els monestirs solen estar situats a prop d'assentaments que porten el nom de "vank", per exemple el Monestir de Dadivank, el Monestir de Gandzasar i el Monestir de Spitak Khach Vank. També com a Armènia, els noms dels castells i fortaleses d'Artsakh porten el nom de "berd" (en armeni: բերդ), que significa, fort. Per exemple: Jraberd, Handaberd, Mairaberd, Khokhanaberd, etc.

#### Monuments històrics de l'era pre-cristiana
Els primers monuments d'Artsakh són de l'era pre-cristiana, quan a la regió hi havia creences politeistes. La forma artística més curiosa d'aquesta època són els grans ídols de pedra antropomòrfics que es troben a les terres baixes de l'est, als comtats septentrionals de Jraberd i Khatxèn que daten de l'edat de ferro.
Als afores del nord-est de la República d'Artsakh, així com a més a l'est d'aquesta zona, s'hi ha trobat els sahmanakars (en armeni: սահմանաքար, que significa pedres frontereres). Sembla que el seu origen sigui del regnat d'Artashessian (de la dinastia armènia dels Artàxides entre el 190 aC i el 53 dC) que utilitzaven les pedres amb inscripcions per a demarcar les fronteres del seu regne. A Artsakh, la tradició dels marcadors fronterers amb sahmanakars va durar fins a l'època medieval. A prop de la ciutat de Mataghes, al Districte de Mardakert hi ha la pedra-marcador més gran de l'època medieval, la inscripció de la qual indica que "aquí acaba la província de Siunik"

#### Arquitectura religiosa d'Artsakh

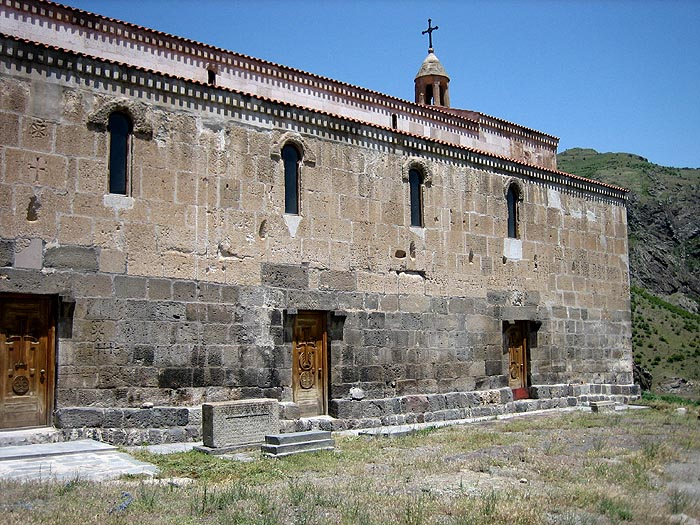
Monestir de Tzitzernavank després de la seva restauració

A principis de l'edat medieval, Artsakh i les províncies limítrofes d'Utik i Payrtakaran eren conegudes de manera conjunta com les prefectures orientals d'Armènia (en armeni: Կողմանք Արևելից Հայոց) i van esdevenir l'objectiu d'activitats missioneres de líders religiosos armenis. Els missioners més destacats foren Sant Gregori l'Il·luminador (en armeni: Սբ. Գրիգոր Լուսավորիչ, mort al voltant del 337) que va ser el primer batejat d'un estat cristià (des del 301) i sant Mesrob (en armeni: Սբ. Մեսրոբ Մաշտոց, 361-440), el creador de l'alfabet armeni.
Hi ha una sèrie de monuments cristians que han estat identificats propis d'aquest període vital de la història armènia com un dels primers llocs cristians del món. Entre aquesta hi ha el Monestir d'Amaras (en armeni: Ամարասի Վանք) que, segons autors antics com el pare de la historiografia armènia, Movses Khorenatsi (410 - 490) fou fundat al segle iv pel mateix Sant Gregori. La part més antiga d'aquest monestir és el martirium de Sant Gregori i del seu net, el Bisbe d'Aghvank que fou mort per pagans al voltant de l'any 338 quan ensenyava fe cristiana a la terra dels mazkuts (a l'actual Daguestan, a Rússia). El mausoleu de Sant Gregori és una cambra funerària equipada amb dos vestíbuls laterals que ha servit com a cripta de l'església durant molt llarg temps. Amaras és un monestir actiu de l'Església Apostòlica Armènia. Sant Mesrob, en el seu viatge a Artsakh a principis del segle v, va establir una escola a Amaras en la qual va inventar l'alfabet armeni el 405 amb propòsits pedagògics. Durant 35 anys, fins a la seva mort el 440, Mesrob va recrutar equips de monjos per a traduir obres religioses, científiques i literàries de l'antic món a l'armeni. Gran part d'aquesta tasca es va fer al monestir d'Amaras. La descripció de l'estada d'aquest sant a Artsakh i a Utik és un dels capítols més importants de la història d'Artsakh escrita per Movses Dasxuranci al segle vii.

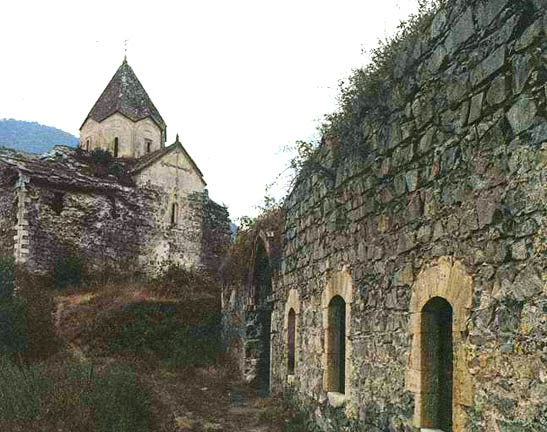
Abadia de Yerits Mankants (construïda al voltant del 1691)

El Monestir de Targmanchats (en armeni: Սբ. Թարգմանչաց Վանք) situat a prop de Karhat és un altre temple relacionat amb la missió de sant Mesrob. La paraula Targmanchats (en armeni: Թարգմանչաց, els Sants Traductors) designa sant Mesrob i sant Sahak Partev (en armeni: Սբ. Սահակ Պարթև), cap de l'Església Apostòlica Armènia (387 - 436) que va esponsoritzar al primer en les seves expedicions religioses i escolars. Sant Sahak Partev va traduir la Bíblia a l'armeni del siríac el 411. L'església principal d'aquest monestir, que fou reconstruït el 989 consisteix en una nau única amb un absis a l'est flanquejat per dues petites habitacions.
La Basílica de Sant Gevorg (en armeni: Սբ. Գևորգ, Sant Jordi) del Monestir de Tzitzernavank (en armeni: Ծիծեռնավանք), a Kaashatagh és tant un important lloc religiós com el millor exemple preservat d'una basílica armènia amb tres nau que data dels segles V i VI. Està situat a prop del Corredor de Laçin, el territori que connecta Artsakh amb Armènia. La paraula Tzitzernavank prové de l'arrel "tzitzern" (petit dit, en armeni clàssic) i té a veure amb un període de la història del monestir en el qual es creia que conservava unes relíquies de Sant Jordi. Aquest monestir havia estat possessió de l'eparquia de Tatev, d'on era un centre religiós destacat,segons l'historiador del segle xiii Stephanos Orbelian i el bisbe Tovma Vanadetsi el 1655. Des de 1992, el monestir de Tzitzernavank es va renovar i s'hi va començar a fer un festival el dia de sant Jordi. És un monestir actiu de l'Església Apostòlica Armènia.

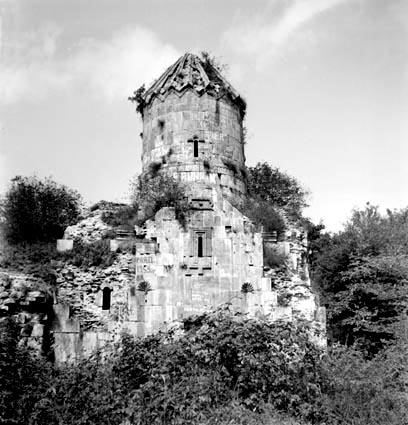
Monestir de Gtichavank del

A Armènia i a Artsakh hi ha moltes esglésies amb una cúpula en forma radial o amb una planta cruciforme que són del segle vii. Un bon exemple d'aquests temples característics és la capella de Vankasar, en la qual la cúpula i el seu campanar estan en la planta principal de la nau en forma de crucifixió. Aquesta està a la frontera oriental de la República d'Artsakh i es creu que fou fundada pel monarca del Regne d'Artsakh, Vachagan II el Piadós al principis de la dinastia Arranshahik. L'església Okhta Trne de Mokhrenes, (segles V-VII) n'és un altre exemple. La Capella del Sant Saber, de Mardakert té una planta menys comuna de creu lliure amb una cúpula.
En diverses èpoques, l'arquitectura d'Artsakh difereix de l'evolució que segueix l'arquitectura armènia. Es suggereix que hi ha formes de les plantes de les esglésies que es troben a altres regions d'Armènia en el segle vii que no es troben a Artsakh.

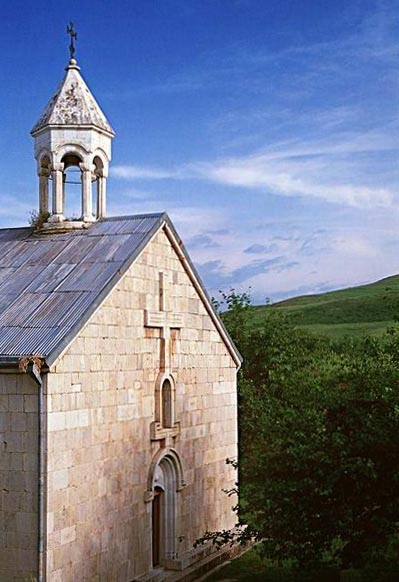
Església de Sant Gregori del Monestir d'Amaras

Una altra particularitat de la regió d'Artsakh és que hi ha pocs monuments que daten del període post-àrab o de l'ascens dels regnes armenis (entre els segles IX i XI) que són molt productius en altres províncies armènies. D'aquest període, a Artsakh hi destaquen les capelles amb planta en forma cruciforme amb una cúpula com l'església de Varazgom, a prop de Kashatagh, el Monestir de Khunisavank, a Getabaks, així com esglésies amb una nau simple com l'església de Parissos.
Fou durant el període post-Seljuk i a inicis del període mongol (a finals del S. XII i al S. XIII) quan va aflorir l'arquitectura d'Artsakh. En aquesta època els monestirs serviren com centres actius d'art i d'educació. La majoria contenien scriptoriums en els quals els monjos copiaven els manuscrits i els il·lustraven. A més a més, aquests també serviren com a llocs de refugi per a la població quan hi havia problemes.

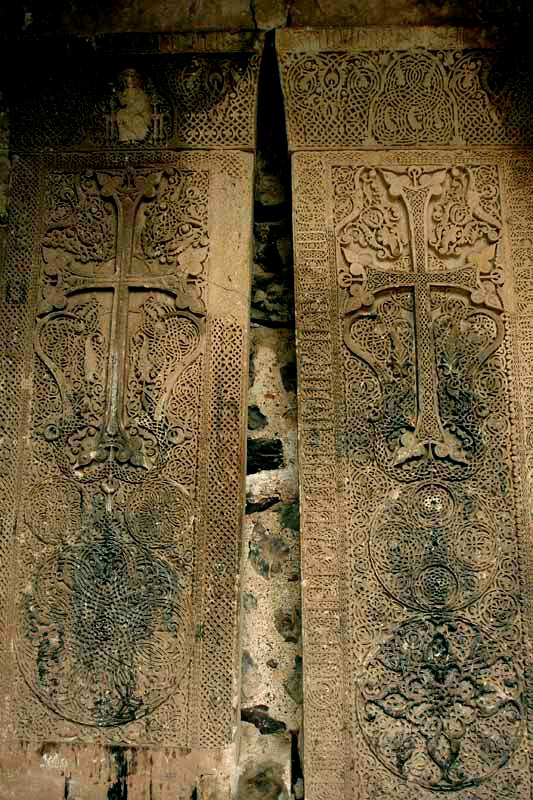
Els més famosos khachkars del memorial del campanar del Monestir de Dadivank del

Moltes de les esglésies monàstiques d'aquest període van adoptar el model que es solia utilitzar a Armènia: una catedral amb una cúpula a la planta enforma de creu amb dos o quatre càmares angulars. Entre els exemples més destacats hi ha la majoria dels complexos monàstics d'Artsakh: Dadivank, Gadzasar i Gtichavank. Les cúpules de Gandzasar i Gtichavank tenen unes cúpules amb un disseny pintoresc que fou desenvolupat pels arquitectes de l'antiga capital d'Aní que al segle x i segles posteriors van anar a altres províncies del país, incloent-hi Artsakh. De la mateixa manera que tots els monestirs armenis, els d'Artsakh revelen un gran rigor geomètric en els seus edificis. En destaca el Monestir de Dadivank (segle xiii), el complex monàstic més gran del país que està situat a l'extrem nord-oest de la Província de Mardakert. Aquest està prou ben conservat per a no posar en dubte que fou un dels monestirs més complets de tot el Caucas. Amb la seva Catedral de la Verge Sagrada al centre, Dadivank té aproximadament 20 estructures diferents que es poden dividir en quatre grups: eclesiàstic, residencial, defensiu i auxiliars. Aquest monestir encara està actiu en l'Església Apostòlica Armènia.
Una de les característiques més destacades de l'arquitectura monàstica armènia del segle xiii és que les esglésies tenen un gavit (en armeni: գավիթ, o zhamatoun), que és una prolongació a la banda occidental de l'església que servia com a nàrtex, mausoleu, com a habitació per les assemblees o per a rebre els pelegrins. Alguns gavits són galeries simples que s'obren cap al sud (per exemple en el Monestir de Metz Arrank) i altres són habitacions asimètriques amb pilars (monestir de Gtichavank) o habitacions quadrangulars amb pilars centrals que suporten una cúpula piramidal (monestir de Dadivank). El monestir de Gandzasar té el gavit més famós de l'Alt Karabakh. Fou construït el 1261 i es distingeix per la seva qualitat i grandària superior.

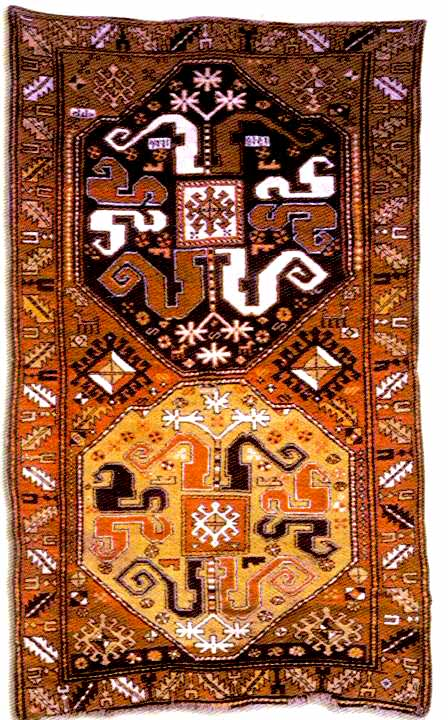
Una catifa d'Artsakh del sub-grup de Malibaly. A l'aldea Malibayli de Shusha, 1813)

El Monestir de Gandzasar fou el centre espiritual de Khatxèn (Խաչեն en armeni), el més gran i més poderós de l'Artsakh medieval i fou la llar del Katholicosate d'Aghvank, una de les subdivisions territorials de l'Església Apostòlica Armènia. La Catedral de Sant Hovhannes Mkrtich de Gandzasar (en armeni: Սբ. Հովհաննես Մկրտիչ, de Sant Joan Baptista) és un dels monuments arquitectònics armenis més reconeguts de tots els temps. Així, Gandzasar és la primera atracció turística de la República d'Artsakh. En la seva decoració hi ha elements que la relacionen amb altres tres monuments d'Armènia, des de principis del segle XII: la columnata en el tambor s'assembla a la de Harichavank, la gran creu amb una escultura de la crucifixió al capdamunt de la façana també es troba a Kecharis i a Hovhannavank.
Els baixos relleus que embelleixen les seves parets i la seva cúpula de Gandzasar i de Dadivank també són molt destacats. Gandzasar és el monument armeni amb més decoració escultòrica després de la Catedral de la Santa Creu del llac Van (Akhtamar). > Les escultures més famoses de Gandzasar són l'Adam i Eva, el Jesús i el Lleó (símbol dels prínceps de Vakhtangia). A Dadivank, els baixos relleus més famosos són els que tracten sobre els patrons del monestir i s'assemblen als que hi ha als monestirs de Haghbat, Kecharis i Harichavank, situats a la República d'Armènia.
Tot i que durant aquesta època a Artsakh moltes estructures religioses tenien estructures complexes, també s'hi va construir un nombre important d'esglésies amb una nau simple. Un exemple d'això és el monestir de Sant Yeghishe Arakyal (en armeni: Սբ. Եղիշե Առաքյալ, també conegut com a monestir de Jrvshtik), situat en el comtat històric de Jranberd. Aquesta té una nau simple amb vuit capelles alineades de nord a sud. Una d'aquestes capelles té una gran importància pels armenis, ja que hi ha enterrat el cinque rei d'Artsakh, Vachagan II el piadós (el seu sobrenom es deu a la seva devoció a la fe cristiana i al gran nombre d'esglésies que va ajudar a construir a la regió i ha esdevingut una figura èpica d'Artsakh).
Al segle xvii l'arquitectura d'Artsakh va patir un renaixement després d'una interrupció entre els segles XIV i XVI. S'hi tornaren a construir moltes esglésies parroquials i monestirs que han servit com a bastions de la vida espiritual, cultural i escolar i es van restaurar i ampliar monuments antics. L'edifici més notable d'aquesta època és el Monestir de Yerits Mankats ("Monestir dels Tres Infants", en armeni: Երից Մանկանց Վանք), construït al voltant de 1691 al comtat de Jraberd. Aquest monestir fou establert per la família feudal de Melik-Israelians, senyors de Jraberd, sembla que per a sobresortir per damunt dels seus rials, la família dels Hasan-Jalalians, senyors de Khatxèn, propietaris de Gandzasar.
L'arquitectura religiosa del segle xix es distingeix per una fusió de la innovació i la tradició dels grans monuments del passat. Un dels grans exemples n'és la Catedral de Ghazanchetsots (del "Sant Saver", en armeni: Ղազանչեցոց Սբ. Ամենափրկիչ, 1868 - 1888), construïda a Ghazaqnchetsots, població de Shusha, antiga capital del Kanat de Karabagh. La seva arquitectura està caracteritzada pels dissenys de l'antiga Santa Seu d'Edjmiatsín (segles IV-IX), centre de l'Església Apostòlica Armènia, situada a Erevan. Després de la Guerra de l'Alt Karabakh aquesta catedral es va restaurar i en l'actualitat és un centre de culte actiu d'aquesta església.
A Shusha també hi ha l'Hermitage de les Verges Sagrades (en armeni: Կուսանաց Անապատ, 1816) i tres esglésies armènies més: El Sant Saber "Meghretsots" (en armeni: Մեղրեցոց Սբ. Ամենափրկիչ, 1838), Sant Hovhannes "Kanach Zham" (en armeni: Սբ. Հովհաննես, 1847) i Sant Saber "Aguletsots" (en armeni: Ագուլեցոց Սբ. Ամենափրկիչ, 1882).
A més a més, durant aquest segle també s'hi va construir molts monuments musulmans, relacionat amb l'emergència del Kanat de Karabagh, un principat governat per musulmans a l'actual Alt Karabakh (1750s-1805). A Shusha, al segle xix s'hi va construir tres mesquites que, amb dues capelles de l'Església Ortodoxa Russa, són els únics temples no armenis que es troben a la República d'Artsakh.

#### Monuments d'arquitectura civil
Entre els segles xvii i XVIII es van construir molts palaus de meliks armenis (senyors feudals). Els més destacats són el Palau del Melik-Beglarian (en armeni: Մելք-Բեգլարյան), el Palau del Melik-Avanian (en armeni: Մելք-Ավանյան), el Palau del Melik-Mnatzakanian (en armeni: Մելք-Մնացականյան), el Palau del Melik-Haikazian (en armeni: Մելիք-Հայկազյան), el Palau del Melik-Dolukhanian (en armeni: Մելք-Դոլուխանյան) i el Palau del Khan de Karabagh, a la ciutat de Shusha. També hi ha palaus d'èpoques més antigues que han estat danyats pel pas del temps. Els més ben preservats d'aquests són el Palau dels Prínceps de Dopian, a prop d'Aknaberd, al Districte de Mardakert.
Les posades medievals d'Artsakh (anomenades "idjevanatoun", en armeni: իջևանատուն) són uns edificis particulars. L'exemple millor conservat es troba a prop de la ciutat d'Hadrut.
Abans de la seva destrucció el 1920, Shusha era la ciutat on hi havia conservada la millor arquitectura civil del país. A finals del segle xix, havia esdevingut una de les ciutats més grans del Caucas i el 1913 tenia més de 42.000 habitants. L'arquitectura de Shusha tenia un esperit i un estil únic. Aquest sintetitzava dissenys que s'havien utilitzat per a construir els palaus de les zones rurals d'Artsakh (sobretot del sud del comtat de Dizk) i elements de l'arquitectura neo-clàssica europea. L'exemple més destacat de l'arquitectura civil de Shusha és la casa de la família Avanesants (segle xix). Els edificis administratius de Shusha eren: el Col·legi Reial (1875), el Col·legi Eparchial (1838), l'Escola Tècnica (1881), els clubs d'estiu i d'hivern de l'Ajuntament (1896 i 1901), l'Hospital Zhamharian (1900), el Teatre Khandamirian (1891), el Col·legi Femení de la Verge Sagrada (1864) i la Mariam Ghukassian Nobility High School (1894). Els únics edificis que han sobreviscut l'atac turc-musulmà a la ciutat el 1920 foren el Col·legi Reial i l'Hospital Zhamharian.
Els exemples millor preservats de l'arquitectura civil rural d'Artsakh estan als pobles de Banants, Getashen, Hadrut i Togh.

##### Fortaleses i castells
Les fortaleses de la regió ("berd", en armeni: բերդ), com a la resta de l'Armènia històrica estaven construïdes habitualment al damunt de roques o dels cims de les muntanyes. A Artsakh hi ha diverses famílies aristocràtiques que protegien els seus dominis contra els invasors estrangers que tradicionalment provenien de les estepes orientals des de les fortaleses com Jraberd, Handaberd, Kachaghakaberd, Shikakar, Giulistan, Mairaberd, Tohaberd, Aknaberd i Aghjkaberd. Aquests forts s'establiren des d'una època molt primerenca i les successives generacions van contribuir a millorar-los.
Quan el Principat de Khatxèn d'Artsakh va començar a tenir lligams amb el Regne d'Armènia Menor (Cilícia) (1080-1375), un estat independent armeni al Mar Mediterrani que ajudava els Croats, un petit nombre de fortaleses d'Artsakh es van fer seguint la tipologia cilícia.
A Karvachar hi ha el castell dels prínceps Vakhtagian-Dopian, el Castell Handaberd. Aquest fou reconstruït amb una subvenció rebuda del rei Levon I de Cilícia. Per això també s'anomena "Levonaberd".
Tot i això, les fortificacions més remarcables de l'Alt Karabakh són la Ciutadella de Shusha i la Fortalesa d'Askeran. Aquestes dues pertanyien a la Syghnakh menor, un dels dos principals districtes militars històrics d'Artsakh que havien de defensar els comtats meridionals de Varanda i Dizak i tenien un intricat sistema de campaments, centres de reclutament, talaies i balises fortificades. Les muralles i fortificacions de la Ciutadella de Shusha foren construïdes pel seu fundador, Panah Ali Khan, el fundador turquès del Kanat de Karabagh.

#### Història del vandalisme i la destrucció de monuments
La història del genocidi cultural que han patit els monuments de la República d'Artsakh es remunta al període medieval. Durant la batalla d'Avarair (guerra armenia-persa entre 451-484), els conqueridors perses van derruir el monestir d'Amaras amb la seva voluntat d'importar pràctiques paganes a Armènia. El 821, Armènia fou conquerida pels àrabs i aquest monestir fou tornat a saquejar. En el mateix segle, però, el monestir fou reconstruït sota el patronatge del Príncep Yesai (en armeni: Եսայի Իշխան Առանշահիկ), Senyor de Dizak. El 1223 els mongols van atacar altra vegada el monestir i es van emportar una creu d'or de Sant Gregori que estava decorada amb 36 pedres precioses. Segons Orbelian, la dona del líder mongol, la princesa romana d'Orient Despina, volia enviar la creu a Constantinoble.
El 1387 les hordes turco-mongoles de Tamerlà van atacar Amaras i deu monestirs més. Segons una llegenda armènia local, Tamerlà va destruir Amaras i va ordenar els seus soldats que fessin una llarga línia des d'allà fins al riu Arax. Els soldats de Tamerlà, van anar derruint els edificis que es van trobar en el seu camí per a fer un pont sobre el riu. Però quan els conquestidors van abandonar la regió, segons la llegenda, els seus habitants van desmuntar el pont i van reconstruir el monestir com era originalment. Això hauria d'haver passat quan es va establir el famós scriptorium del monestir.
Durant els fets que van passar a Transcaucàsia després de la Revolució d'Octubre de 1917 de Rússia, es va produir la devastació de la ciutat de Shucha i les seves meravelles arquitectòniques. Després de l'entrada dels pobles turquesos de les terres altes de Karabagh, durant la dècada del 1750, la ciutat s'havia dividit en dues parts: l'armènia i la musulmana. Mentre que els membres turquesos islàmics (coneguts des de la dècada del 1930 com àzeris) van constituir un petit percentatge de les terres altes d'Artsakh, es concentraren sobretot a la ciutat de Shusha, en la qual hi van tenir relacions dificultoses amb els seus residents armenis. La ciutat havia viscut les massacres esporàdiques de 1905-1907, però fou durant la pogrom de Shusha del març de 1920 quan va viure els seus episodis més sagnants. Bandes d'àzeris armats ajudades per forces militars otomanes van cremar i destruir tots els barris cristians de la ciutat, assassinant a la majoria dels residents armenis (unes 20.000 persones). Les bandes turqueses van destruir totalment tres esglésies armènies: la del Sant Saber "Meghretzotz", la del Sant Saber "Aquletzotz" i l'Hermitage de les Santes Verges). La Catedral del Sant Saber fou dessacralitzada i va rebre molts danys. Es van derruir més de 7000 edificis i la ciutat mai no s'ha restaurat totalment. Tot i això, actualment és una petita ciutat poblada sobretot per musulmans que el 1987 tenia uns 14.000 habitants (versus els 42.000 que tenia el 1913). El govern de Baku va ordenar a mitjans de la dècada del 1960 que les restes de la ciutat armènia fossin arrasades.
La Guerra de l'Alt Karabakh (1991-1994) també va deixar profundes cicatrius a l'arquitectura de l'Alt Karabakh. L'exèrcit àzeri va demolir de manera intencionada monuments cristians armenis tant amb artilleria pesant com amb avions militars. Els monestirs d'Amaras i de Ganzasar van patir destrosses. Segons Robert Bevan, la campanya àzeri contra l'enclavament armeni de l'Alt Karabakh fou acompanyat per una voluntat de neteja cultural que va derruir el monestir d'Egheazar i 21 altres esglésies cristianes. Dues de les tres mesquites de la ciutat de Shusha també van patir durant aquesta guerra, quan les forces armènies van capturar la ciutat el 1992. Tot i això, les autoritats de la República d'Artsakh en van restaurar una amb l'ajuda d'arquitectes iranians.

### Khachkars d'Artsakh
Els khachkars (en armeni: խաչքար) són monuments en pedra decorats amb una creu, que representen un capítol especial de la història de l'escultura que són úniques de l'Armènia històrica.
A la seva primera època, aquest tipus de monuments ja existien a Artsakh, tal com atestigua un dels khachkars més antics que s'ha trobat a la riba oriental del llac Sevan (a Metz Mazra, any 881) que en aquella època era una zona dominada pel príncep d'Artsakh. A l'actual territori de la República d'Artsakh i a les seves zones limítrofes s'hi troben molts khachkars. Molts exemples de peces del segle xiii són particularment refinats i un disseny molt destacat. Els dos khachkars del monestir de Gtichavank (1246) i els dos que hi ha dins del Campanar Memorial del Monestir de Dadivank (1283) són peces molt destacades.
Els exemples més ben coneguts de khachkars incrustats estan al monestir de Bri Yeghtze, a la Varanda històrica (actualment a la província de Martuni). Els khachkars incrustats d'aquest monestir són semblants als que hi ha al monestir de Tzaghatz Kar, a la Província de Vaiots Dzor, a la República d'Armènia i al monestir de Horomo, a prop de Kars (actualment a Turquia).
Un gran khachkar fou portat des de l'Hermitage de Metz Arants d'Arsakh fins a Sant Edjmiatsín. Aquest representa un tipus rar de "creus alades" que s'assemblen a les creus celtes de pedra d'Escòcia i Irlanda. La col·lecció més nombrosa de khachkars d'Artsakh estan a la zona de Tsera Nahatak, prop de l'aldea de Badara.

### Epigrafies i inscripcions en làpides

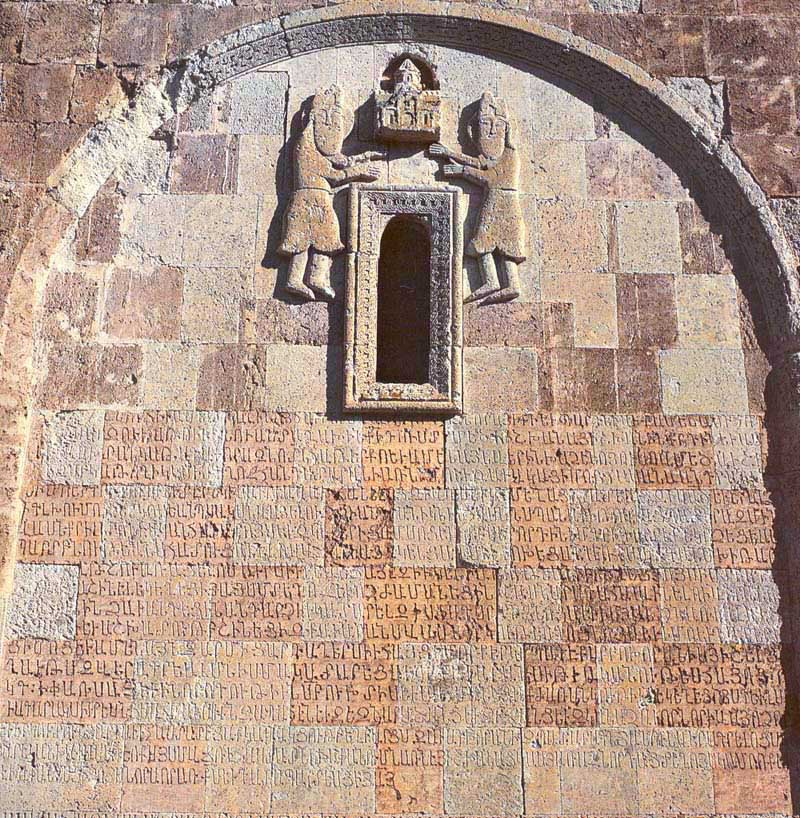
Text inscrit en armeni de la reina Arzu d' Haterk, al monestir de Dadivank,

Moltes de les parets i façanes de les esglésies i monestirs d'Artsakh tenen textos gravats en armeni que solen proveir informació detallada de la data de construcció, els noms dels patrons i a vegades, de l'arquitecte. Existeixen centenars d'aquestes inscripcions.
Aquesta manera de cobrir les parets de les esglésies i monestirs amb textos ornamentats a Artsakh i a altres llocs de l'Armènia històrica són una forma única de decoració. Comparat amb altres territoris armenis, a l'actual República d'Artsakh hi ha una gran proporció de textos epigràfics si tenim en compte el seu territori, datats des del segle v. Els exemples més importants cobreixen parets senceres dels monestirs de Dadivank i de Gandzasar. Per exemple a la Catedral Memorial de Dadivank hi ha una important inscripció que cobreix una gran part de la seva façana meridional. A la tomba de Sant Gregori, bisbe d'Artsakh, al monestir d'Amaras hi ha un altre text històric que explica que ell era el net de Sant Gregori l'Il·lumador que fou martiritzat per a propagar la fe cristiana al Caucas del Nord (Ciscaucàsia).

### Pintures al fresc i murals

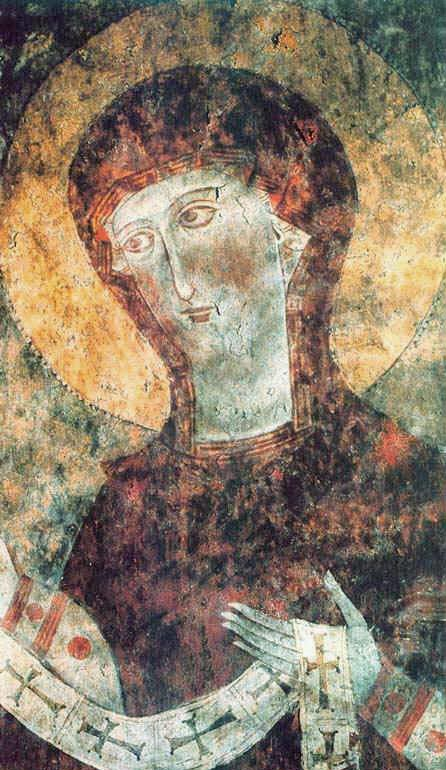
Les pintures al fresc de la Santa Verge dins de la Catedral Memorial del Monestir de Dadivank

S'han conservat pocs exemples de pintures murals a Artsakh, però les que es conserven demostren que són importants per la història de l'art mural armeni a causa de la seva composició i esquemes de colors únics. A la Catedral Memoria del Monestir de Dadivank se n'hi troba la col·lecció més gran. Aquestes pintures dibuixen a Santa Maria, Jesucrist i Sant Nicolau amb un grup d'àngels i adoradors. A les parets del sud de la catedral mostren la Santa Verge amb una roba llarga i un mocador vermell lligat al voltant del cap celebrant una oració i adornada amb creus. Un altre fresc retrata a Crist, donant la fe a Sant Nicolau. El fresc de la pared del nord representa el naixement de Jesús, amb Sant Josep i Santa maria i els tres reis mags adorant-lo, al mateix temps que querubins estan cantant la seva gloria mentre volen. Kirakos Gandzaketsi, autor Artsakhenc dels segles XII-XIII, explica en la seva "Història d'Armènia" que la REina Arzou i les seves filles tenien un talent artista excepcional i que haurien pogut pintar aquests murals.
També es troben altres murals a la principal església parroquial de la ciutat d'Arajadzor de la Província de Mardakert.

### Miniatures en manuscrits
A la República d'Artsakh hi ha hagut més de trenta scriptoriums medievals que han produït un nombre important de manuscrits, sobretot durant els segles xiii i xiv. Es troben escriptoriums importants a Gandja (Azerbaidjan), Gandzasar, Khoranashat, Targmanchatz, La Verge Sagrada de Tzar i a Yeris Mankants. A les regions d'Artsakh i d'Utik hi ha un grup de miniaturesespecífiques que tenen un estil lineal i poc adornat que els fa assemblar a les il·lustracions de les escoles de la província de Siunik i Baspracània. Aquestes composicions són simples i monumentals, sovint amb una iconografia que és original i distingida dels models romans d'Orient. A més a més d'històries bíbliques, molts manuscrits d'Artsakh mostren imatges dels governants de la regió que solien ordenar la reescriptura i il·luminació dels textos. Al Matenadaran (Institut de Manuscrits Antics d'Erevan, Armènia) s'hi conserva la important col·lecció núm. 115 que conté una miniatura-retrat del Príncep Vakhtang Tangik (en armeni: Վախթանգ Թանգիկ, Vakhtang el preciós), Senyor de Haterk.
Durant els segles XII-XIII a Artsak i Utik hi van funcionar diverses dotzenes de scriptoriums ben coneguts. La millor època de les miniatures d'Artsakh es pot dividir en dos períodes principals. El primer inclou la segona meitat del segle xii i principis del XIII i el segon va des de la segona meitat del segle xiii fins al començament del segle xiv. Entre els treballs més interessants de la primera etapa, podem mencionar el manuscrit núm. 378 del Matenadaran, que es diu la Pregària del Príncep Vakhtang Khatxèntsi (1212) i el manuscrit núm.4829 del Matenadaran, un evangeli produït el 1224 que s'associa amb la Princesa Vaneni Jajro.

### Catifes i mantes
Les catifes i les mantes són una forma artística característica de la regió del Caucas. Se sap que durant el segle x al món àrab es donava molt valor a les catifes d'Artsakh. L'historiador Kirakos Gandzaketsi menciona que les princeses Arzou i Khorishah van fer brodats i cortines d'altars a mà al monestir de Dadivank. Durant el segle xix a diverses exposicions d'art internacionals de Moscou, Filadèlfia i París s'hi va exhibir exemples de catifes d'Artsakh.
L'abundància de mantes que han estat produïdes al període modern té arrels en una sòlida tradició antiga. A més a més, recerques recents han començat a donar llum a la importància de la regió d'Artsakh en la història d'un grup de mantes classificades com "Caucàsiques". Hi ha molts tipus de mantes d'Artsakh. Per exemple, mantes amb patrons d'"eaglebands" o "sundurst" són sub-tipus de catifes en les quals hi apareixen dracs que estaven fets en un centre manufacturer del comtat de Jraberd, en el qual eren característics grans medallons radiants. Altres mantes estan ornamentades amb serps o núvols amb medallons octogonals.
A Artsakh també hi trobem algunes de les catifes més antigues amb inscripcions armènies, ja des del segle xvii. A més a més, cal destacar que la majoria de les catifes que inclouen inscripcions en armeni provenen de l'Alt Karabakh.

### Publicacions
El diari oficial de la República d'Artsakh és l'Azat Artsakh.

### Esports
L'organisme oficial encarregat dels esports és el Ministeri de Cultura i Joventut. Com que la República d'Artsakh no està oficialment reconeguda, els seus equips esportius no poden participar en tornejos internacionals.
L'esport més popular és el futbol. A Stepanakert hi ha un bon estadi de futbol. Des de mitjans de la dècada de 1990 diversos equips de futbol d'Artsakh han començat a jugar en competicions de la República d'Armènia. El club que representa la capital del país és el Lernayin Artsakh. El 2009 va començar la lliga de futbol d'Artsakh. El 2012 es va formar la Selecció nacional de futbol d'Artsakh i va jugar el seu primer partit contra la Selecció nacional de futbol d'Abkhàzia, a Sukhumi, amb el resultat d'empat a 1-1. El partit de tornada es va fer a Stepanakert el 21 d'octubre de 2012 i va guanyar-lo l'equip local per 3-0.
A més a més, també hi ha interès en altres esports com el bàsquetbol i el voleibol i la navegació es practica a la ciutat de Martakert.
Els esportistes d'Artsakh també prenen part en els Jocs Pan-Armenis organitzats per la República d'Armènia.

### Festes
| Data           | Nom en català                                                | Nom local | Notes |
| -------------- | ------------------------------------------------------------ | --------- | ----- |
| 31 Des – 1 Gen | Any Nou                                                      |           |       |
| 6 Gen          | Nadal                                                        |           |       |
| 20 Feb         | Dia del Renaixement d'Artsakh                                |           |       |
| 8 Març         | Dia internacional de les dones                               |           |       |
| 7 Abril        | Dia de la bellesa i la maternitat d'Armènia                  |           |       |
| 24 Abril       | Dia de commemoració del genocidi armeni                      |           |       |
| 1 Maig         | Dia dels treballadors                                        |           |       |
| 9 Maig         | Dia d'Alliberació de Shusha                                  |           |       |
| 28 Maig        | Dia de la Primera República Armènia                          |           |       |
| 1 Juny         | Dia de la Infància                                           |           |       |
| 29 Juny        | Dia memorial dels soldats caiguts                            |           |       |
| 2 Setembre     | Dia de la independència                                      |           |       |
| 7 Desembre     | memorial del terratrèmol d'Armènia                           |           |       |
| 10 desembre    | Dia del referèndum de la independència Dia de la Constitució |           |       |